# Culture de l'Allemagne

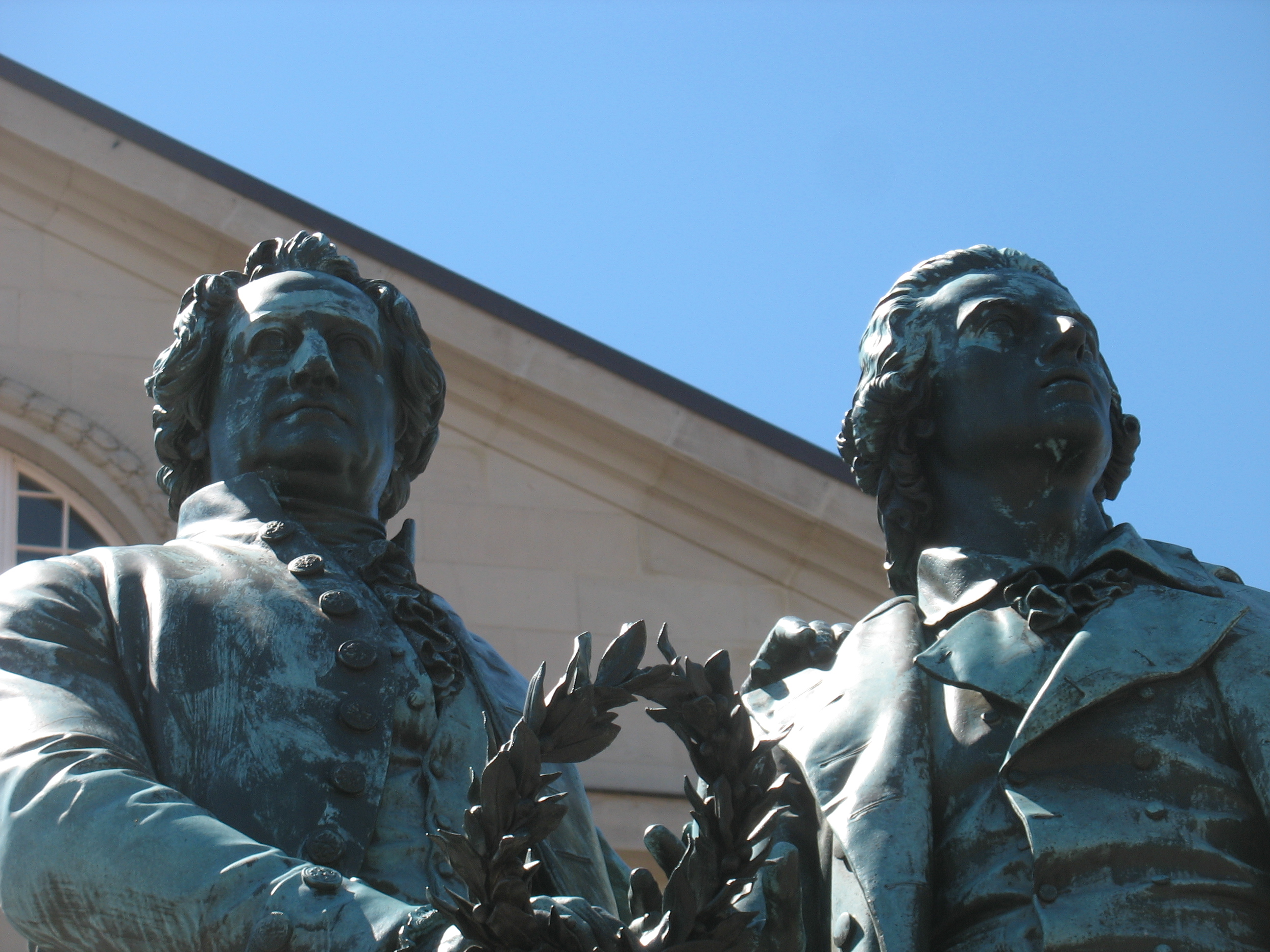
Goethe et Schiller, deux représentants majeurs de la culture allemande

La culture de l'Allemagne, pays de l'Europe centrale, désigne d'abord les pratiques culturelles observables de ses habitants. L’Allemagne fait partie de l’ère de la civilisation européenne.
La notion de culture est perçue de façon différente en France et en Allemagne.
En France, la culture désigne plus une connaissance « intellectuelle », individuelle. En Allemagne, les deux sens, individuel et collectif, sont exprimés par deux mots distincts : « Bildung » et « Kultur ». La définition de la culture individuelle ou culture générale correspond au mot « Bildung ». C’est surtout cette dernière notion que l’article se propose de développer.
La deuxième difficulté rencontrée pour parler de culture allemande est liée au fait que l’État allemand ne date que de la seconde moitié du XIXe siècle. Beaucoup d’artistes perçus comme allemands ne se revendiquent pas comme tels, mais sont assimilés à l'aire germanique qui se définit sur des bases linguistiques. À ce titre, il est difficile de distinguer culture allemande et culture autrichienne jusqu’au milieu du XIXe siècle. Enfin, les frontières du territoire allemand ont fluctué à travers les siècles, ce qui rend la définition géographique du sujet délicate.
La culture allemande humaniste et artistique est particulièrement riche, tant sur le plan historique que dans ses manifestations contemporaines. Patrie des musiciens comme Ludwig van Beethoven, des poètes comme Friedrich von Schiller et des philosophes comme Emmanuel Kant, l’Allemagne a exercé une grande influence sur la culture occidentale, en musique et en philosophie notamment. La culture allemande ne saurait s’abstraire de l’identifiant national construit autour de la langue, des coutumes, de l’histoire et de la religion d’où la nécessité d’aborder aussi ces thèmes.
Ancrée dans l’Europe et la culture mondialisée, elle n’en garde pas moins des traits distinctifs, qui conjuguent l’amour de la tradition et le goût pour une culture avant-gardiste, dans le théâtre, l’architecture et les arts plastiques. C’est en Allemagne que sont lancés certains mouvements artistiques comme le romantisme au XIXe siècle ou l’expressionnisme au XXe siècle.
La culture de l’Allemagne est fortement décentralisée et les Länder restent très autonomes dans la gestion du fédéralisme culturel. Cette décentralisation culturelle s'explique par l'histoire et s'inscrit comme une réaction aux conceptions de Bismarck, Guillaume II puis Hitler. Le Kulturkampf de Bismarck en 1871 et 1878 avait pour but de combattre l'Église et de réduire les particularismes pour renforcer l'unité de l'Empire. Guillaume II à la fin du XIXe siècle ne concevait la culture que comme l’expression de la nation allemande dans sa totalité. Le nazisme, quant à lui, avait développé une culture de masse et une mainmise sur la vie artistique qui a provoqué, lors de sa chute, un réel désir d’indépendance par rapport à un pouvoir central.

## Langue, religion et histoire à la base de l’identité allemande
Pour les Allemands, ce qui fait une nation, c’est une langue, des traditions et une histoire commune. C’est donc bien un critère culturel qui est à la base de la constitution de l’Allemagne en État-nation entre 1860 et 1871.

### Histoire et identité
Divisés entre de nombreux États pendant une grande partie de leur histoire (plus de 400! on parlera même de Kleinstaaterei pour le Saint-Empire romain germanique tant le nombre d’États est grand), les Allemands n’ont formé un État-nation qu’à partir de 1871. L’unité allemande ne s’est pas faite, comme en Italie, suivant le droit des peuples à disposer d’eux-mêmes. En effet, la révolution de 1848 d’essence libérale, visant à faire l’unité nationale par la volonté nationale est un échec en Allemagne. La construction de la nation allemande s’est faite par la volonté prussienne qui l’a construite par la guerre. Selon Heinrich August Winkler, avant de constituer un « État-nation démocratique » l’Allemagne a constitué son unité selon une autre voie appelée voie particulière ou Sonderweg. Rejetant l’esprit démocratique et l’individualisme, l’Allemagne s’appuie sur un conservatisme religieux, un fort attachement à la collectivité et un esprit hégémonique pour créer son identité. Le Sonderweg a aussi servi le projet d’une grande Allemagne dominant le centre de l’Europe. Ce rêve d’un grand Reich perdure jusqu’en 1945. À l’issue de la guerre, l’Allemagne cherche à se redéfinir au sein de l’Europe. En 1953, Thomas Mann dans un discours devant des étudiants de Hambourg propose une nouvelle définition de l’Allemagne comme « une Allemagne européenne et non une Europe allemande ». Il faut attendre 1990 et la réunification pour que l’Allemagne puisse devenir une nation comme les autres.

#### KulturouZivilisation?
Norbert Elias, dans son ouvrage, Über den Prozess der Zivilisation publié en Allemagne en 1939, effectue l’analyse sociologique d’une distinction typiquement allemande, déjà identifiée par Thomas Mann : la distinction entre Kultur et Zivilisation. Dès la fin du XVIIe siècle, les intellectuels allemands, pour la plupart issus de la bourgeoisie, qui militent à travers leurs œuvres pour la formation d’une nation allemande unie politiquement, mettent en avant « la culture », c’est-à-dire le savoir, les connaissances individuelles, la Bildung contre « la civilisation », c’est-à-dire l’acceptation de normes policées, de bonnes manières et d’usages. On a ainsi d’un côté une revendication d’ordre positif et ontologique, où la définition de l’honnête homme passe par l’acquisition d’une formation (Bildung) intellectuelle et pratique ; et d’un autre côté un corpus de règles, essentiellement négatives, définissant scientifiquement, par une distinction entre normé et a-normé, la valeur des productions intellectuelles. Ce combat proprement culturel se double en fait d’une lutte de classe (entre bourgeoisie et aristocratie), et d’une lutte nationale (entre la France universelle et civilisatrice, et l’Allemagne particulière et culturelle).
Les intellectuels allemands vont ainsi mettre en avant les créations artistiques allemandes, au premier rang desquelles l’épopée des Nibelungen. L’on essaie plus généralement de définir une civilisation barbare, sorte d’antithèse à la civilisation latine représentée par la France, composée de la culture allemande, celte (Ossian) et anglo-saxonne (Shakespeare). Dans cette perspective, la langue allemande est un élément fondamental pour définir l’identité de la nation et définir l’appartenance à un peuple. La langue allemande est magnifiée pour sa « pureté ». Il convient en effet de noter que depuis le XVIIIe siècle, les élites avaient adopté le français en tant que langue de culture et de distinction. Aux yeux de Frédéric II, l’allemand n’est qu’un « langage de cocher », et d’ailleurs l’ensemble des œuvres artistiques de ce dernier sont en français. L’idéalisation de la langue allemande est donc, à la fois pour la bourgeoisie, un moyen de s’opposer à la noblesse et de revendiquer l’unité allemande.
Les défenseurs de l’idée nationale ont la certitude que la culture désigne l’élément fondamental, par lequel l’Allemagne peut espérer se distinguer de la civilisation française, et constituer ainsi un modèle alternatif. Le but de la Kultur est dans cette optique que chaque peuple trouve sa voie propre, qu’il atteigne à l’universel, via la mise en avant de ses valeurs particulières. De fait, pour Michaël Jeismann, le projet de la Kultur implique non seulement une émancipation vis-à-vis du projet normatif présenté par la France, mais plus généralement une ambition universelle et ontologique.
Finalement, l’achèvement de l’unité allemande va être vu comme une preuve providentielle de la supériorité des mœurs allemandes.
Avec l’achèvement de l’unification allemande, le sens des deux concepts de Kultur et de Zivilisation vont encore évoluer. Ainsi le concept de Kultur va-t-il cesser de recouvrir un sens ontologique, de formation personnelle, pour recouvrir celui de la tradition saine, spécifiquement allemande. À l’inverse, la Zivilisation est vue comme un ensemble de valeurs étrangères, non naturelles. Il y a là un évident déplacement de sens, qui tient à ce que les deux notions, issues des Lumières, et exprimant une volonté d’émancipation de l’homme, intègrent une phraséologie traditionaliste, que l’on retrouve par exemple chez Ferdinand Tönnies, le fondateur de la sociologie allemande, pour qui le processus de civilisation déclenche la mort du peuple, de la communauté et de la Kultur, soit la mort des valeurs traditionnelles.

#### Symboles nationaux
Les horreurs du nazisme ont changé le regard des Allemands sur leur histoire et sur l’idée qu’ils se faisaient de la Nation. L’évolution du drapeau allemand en est l’illustration. Le drapeau noir, rouge et or, apparu pour la première fois pendant les guerres napoléoniennes et ensuite devenu symbole du libéralisme pendant le XIXe siècle, fut détrôné au profit du drapeau de la Confédération de l’Allemagne du Nord, qui était une combinaison du drapeau blanc et noir de la Prusse avec le rouge pour la Hanse. Adopté par la République de Weimar, le drapeau noir-rouge-or est de nouveau abandonné par le Troisième Reich. Symbole de la démocratie en Allemagne, il redevient celui de la RFA et de la RDA puis de l’Allemagne réunie. Mais par peur d’un retour au nationalisme, les Allemands ont longtemps répugné à le brandir dans les moments de liesses collectives comme les victoires sportives.
L’hymne national allemand, Das Lied der Deutschen, en est une autre illustration. Les paroles de Fallersleben furent écrites à une époque où l’Allemagne était constituée de nombreux États. Elles expriment le désir d’une Allemagne unie. Dans ce contexte, la phrase Deutschland, Deutschland über alles, über alles in der Welt doit être comprise comme un priorité à une Allemagne unie avant tout, et notamment avant les intérêts fragmentés des États qui régnaient à cette époque sur le territoire allemand. Mais ce couplet fut de plus en plus utilisé par les nationalistes et finit par être identifié au désir de domination du monde par les Allemands, propagés par les Nazis. De ce fait, en 1952, la RFA, choisit pour paroles de l’hymne national le troisième couplet de Das Lied der Deutschen:
Union et Droit et Liberté
pour la Patrie Allemande !
Tendons tous vers cela
fraternellement, avec le cœur et la main !
Unité et Droit et Liberté
sont les fondements du bonheur
Prospère dans l’éclat de ce bonheur,
Prospère, patrie allemande. (bis)
Ces paroles sont beaucoup plus conformes à l’idéal démocratique de la nouvelle République fédérale.
Les Allemands conservent cependant un vif intérêt pour leur passé. Cet intérêt des Allemands pour leur histoire s’est traduit par la création du Musée de l’Histoire allemande en 1952 dans le Zeughaus à Berlin. Il raconte l’histoire de l’Allemagne et de l’Europe de 1200 à nos jours. Le « Germanisches Nationalmuseum », le musée national germanique de Nuremberg, réunit des témoignages de l’histoire, de la littérature et de l’art allemands dans le contexte de la culture européenne. L’histoire récente est aussi représentée par toute une série de musées comme la Maison de l'Histoire de la République fédérale d'Allemagne à Bonn, créé après la réunification allemande.

### Données linguistiques

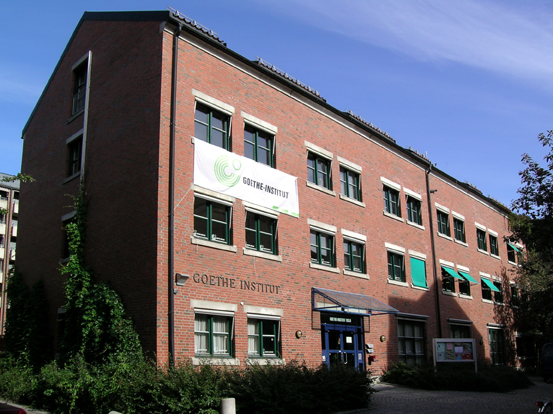
Le Goethe-Institut d’Oslo. Le Goethe Institut assure la diffusion de la langue allemande dans le monde

L’allemand est la deuxième langue maternelle parlée en Europe après le russe, mais avant le français et l’anglais. Il est parlé principalement en Allemagne, Autriche, Liechtenstein, Luxembourg, dans deux tiers de la Suisse, dans le Tyrol italien, dans deux petits cantons belges, et dans quelques villages du sud du Jutland du Danemark. C’est l’une des trois langues de travail de la Commission européenne, avec l’anglais et le français.

#### Histoire de la langue allemande

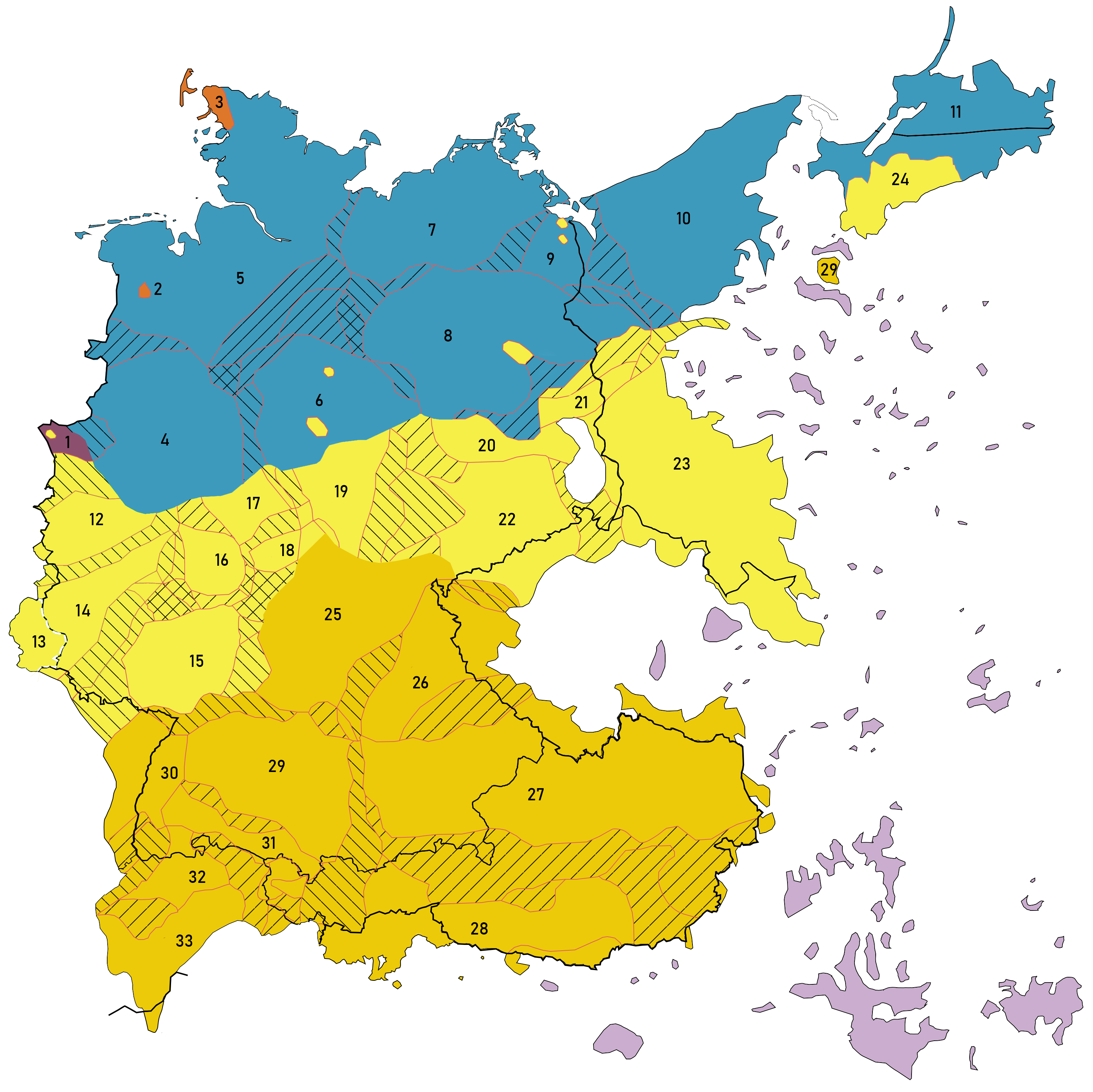
L'allemand et ses trois groupes de dialectes (bas-allemands au nord, franciques et saxons au centre, bavarois et alémaniques au sud) avant les expulsions qui firent suite à la Seconde Guerre mondiale.

Il semble que les populations de langue germanique soient originaires du Jutland et se soient peu à peu étendues vers la mer Baltique vers -750. Ces populations entament ensuite des migrations qui scindent le groupe en trois entités à l’évolution linguistique divergente. Les Goths établis à l’est sur le Dniepr sont christianisés au IVe siècle par l’évêque arien Wulfila, qui à cette occasion traduit la Bible en Gotique. C’est le plus ancien document connu en langue germanique. Les peuples de langue gotique (Wisigoths, Vandales, Burgondes, Ostrogoths etc.) envahissent l’Empire romain aux IVe et Ve siècles. Ils sont assimilés et leur langue disparaît. Au nord, une partie des Germains se fixe en Scandinavie donnant naissance au groupe linguistique scandinave. À l’ouest, les Germains parlant un groupe dialectal appelé westique, entament de grandes migrations entre le IIe et le Ve siècles. Les Angles, les Saxons et les Jutes passent en Grande-Bretagne, les Francs en Gaule, les Lombards en Italie. D’autres peuples de l’Elbe se fixent dans le sud de l’Allemagne et la Suisse. Les Germains restés sur les territoires de l’Allemagne actuelle développent les dialectes à l’origine du haut-allemand. À partir du Xe siècle, les langues germaniques, dites de la Teuthonia, se propagent au-delà de l’Elbe grâce à la colonisation et aux conquêtes des chevaliers teutoniques.
Le bas-allemand (Niederdeutsch) et le haut-allemand (Hochdeutsch) ont commencé à se différencier à partir du VIe siècle. La première mention écrite d’une langue du groupe du Hochdeutsch apparaît en 788 dans la Chronique de Lorsch. La langue est alors nommée theodisca lingua, langue tudesque, et est utilisée par les personnes cultivées qui peuplent les régions de la Gaule à la Rhénanie. Ce terme évolue pour devenir diutisc au XIe siècle, puis diutsch au XIIe siècle.
Le bas-allemand prend véritablement forme au XIIe et au XIIIe siècles avec l’essor de la ligue hanséatique qui relie sur le plan commercial les villes du nord de l’Allemagne.
Le haut-allemand est parlé au sud et domine tout le nord de l’Europe. Mais c’est seulement au XIVe siècle que commence à se former une langue commune, réunissant les différents dialectes de cette zone. Le Hochdeutsch est né de la volonté de communiquer entre les différentes chancelleries. C’est en premier lieu une langue écrite même si le latin reste la langue de référence.
Le haut-allemand est devenu peu à peu la langue littéraire à partir du XVIe siècle. Il doit en grande partie sa fortune à Martin Luther, le fondateur du protestantisme allemand qui a utilisé cet idiome pour traduire la Bible et la rendre accessible à tous. C’est en 1687, à l’université de Leipzig que le premier cours en allemand (Hochdeutsch) a été dispensé.
Aux XVIIe et XVIIIe siècles, il pénètre en Autriche et en Suisse. Cependant, jusqu’au début du XIXe siècle, l’allemand standard est presque uniquement une langue écrite. Il n’est enseigné dans les universités qu’à partir du XIXe siècle. En 1830, l’allemand standard se généralise grâce à l’obligation scolaire mise en œuvre dans certains États. Il devient la langue officielle de l’Empire allemand en 1871. En 1876, l’allemand devient la seule langue dans l’administration et la justice du Reich. Il est imposé dans les écoles primaires dans le courant des années 1970. Son orthographe est fixée en 1901 dans un dictionnaire officiel pour l’orthographe allemande. Elle a été l’objet de réformes récentes.

#### Grande homogénéité linguistique

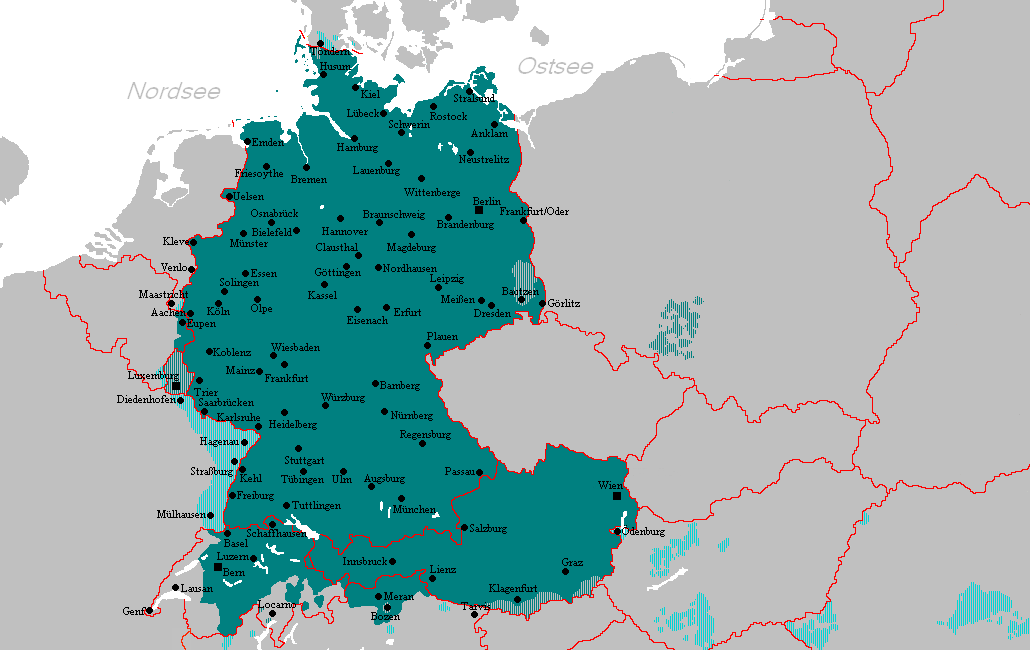
L'allemand et ses dialectes après la Seconde Guerre mondiale

L’allemand est une langue du groupe germanique de même que le néerlandais, l’anglais ou le suédois. Le groupe germanique appartient à la famille des langues indo-européennes. 92 % de la population a l’allemand standard ou un dialecte allemand comme langue maternelle, ce qui indique une très grande homogénéité linguistique. 8 % de locuteurs parlent une autre langue : le danois,
frison oriental, frison septentrional, le sorabe, le polonais, les langues de deux groupes tsiganes, les Sinti et les Roms allemands. Il s’agit d’une estimation car il n’existe pas en Allemagne de recensement basé sur les données linguistiques. Les immigrés ont contribué à l’élargissement du champ linguistique. Turc, arabe, grec, italien etc. sont aussi des langues présentes sur le territoire allemand.
L’allemand standard (Hochsprache) n’est pas la langue vernaculaire de tous les germanophones. En effet, plusieurs millions d’Allemands parlent, dans leur vie quotidienne, l’un des nombreux dialectes allemands. On peut citer le Moselfränkisch, le Rheinfränkisch et le Thüringisch par exemple. En fait, les dialectes allemands se divisent en deux grands groupes : le bas-allemand (Niederdeutsch) et le haut-allemand (Hochdeutsch). En 1980, on estimait qu’environ 50 % des Allemands utilisaient dans leur vie quotidienne un des dialectes sans jamais l’écrire. De plus, la prononciation réelle de l’allemand standard change suivant les régions.
Les lois fédérales reconnaissent quatre minorités nationales, les Danois, les Frisons, les Sorabes et les Tsiganes. Les quatre communautés reconnues ont fondé en 2004 un Conseil des minorités doté d’une convention commune pour promouvoir leurs intérêts devant le gouvernement fédéral. La langue sorabe, une langue slave, est parlée par quelque 100 000 locuteurs près des frontières de la Pologne et de la République tchèque dans la petite région de Lusace. Les Sorabes ou Sorbes forment la minorité nationale reconnue la plus importante. Ils ont réussi à maintenir leur culture et leur langue malgré les tentatives de germanisation dans le passé. Tous parlent aussi l’allemand, le taux de bilinguisme étant près de 100 %.
Environ 241 000 citoyens allemands parlent le polonais principalement dans les Länder de Brandebourg et de la Saxe. Bien qu'étant depuis fort longtemps installés dans ces Länder, ils sont considérés comme une « minorité immigrante ».

### Religions
En Allemagne, la religion est un symbole d’identité collective, un signe d’appartenance familiale et régionale, un critère d’affirmation et de distinction.
Les Traités de Westphalie en 1648 ont contribué à découper en Allemagne une carte assez stable des pratiques religieuses. Ainsi on trouve au Nord-Est une Allemagne essentiellement protestante alors que le Sud-ouest est fortement catholique.
Luther et les communautés protestantes en Allemagne ont joué un rôle important dans la construction de l'identité allemande. Hegel attribue même à Luther le rôle de père de la Nation allemande et rappelle que le premier livre de langue allemande fut la traduction de la Bible.
On dénombre en Allemagne environ 63,7 % de chrétiens, qui se partagent à peu près équitablement entre l'Église catholique romaine et les églises protestantes. Celles-ci sont regroupées dans une communauté de 23 églises luthériennes, réformées ou unifiées sous le nom de Église protestante en Allemagne (Evangelische Kirche in Deutschland (EKD)).
On note en Allemagne, comme dans tous les pays d'Europe, une baisse de la fréquentation religieuse depuis 1945. Dans son étude, Évolution des rites religieux dans l'Europe contemporaine, Alfred Digtten note une baisse significative du nombre de mariages religieux, de baptêmes et de confirmations. Il l'attribue d'une part au fait que la religion a quitté la sphère publique pour rentrer dans la sphère privée et d'autre part à la baisse de la fréquentation religieuse, mais il pointe aussi du doigt l'effet de la réunification : dans l'ancienne RDA, une politique visant à éradiquer le sentiment religieux avait partiellement produit ses fruits.
La communauté juive qui regroupait environ 500 000 fidèles avant l'époque hitlérienne a beaucoup souffert durant le nazisme. Elle se reconstitue peu à peu. Ainsi, l'Allemagne est le seul pays d'Europe qui voit sa population juive augmenter. Elle est actuellement d'environ 100 000 fidèles. Les relations de l'Allemagne envers cette communauté est très fortement influencée par son passé récent. L'État encourage donc son développement et favorise toute tentative de réconciliation.
Depuis 1945, la communauté musulmane est elle aussi en augmentation. Elle atteignait en 2008 environ 3,3 millions de fidèles soit environ 3,7 % de la population. Une grande part de cette communauté provient de l'immigration turque. Parmi les croyants musulmans, seulement 8,25 % affirment fréquenter régulièrement une mosquée.
La loi fondamentale de 1949 établit la liberté de culte. Il n'existe donc pas de religion d'État en Allemagne, mais des partenariats entre Églises et État. Celui-ci peut, par exemple, aider aux financements d'établissements d'enseignement géré par des Églises. Celles-ci ont par ailleurs la possibilité de prélever des impôts. L'État se charge généralement de les encaisser, mais facture aux Églises les frais de leur recouvrement. Le clergé est formé en majeure partie dans les universités publiques. Les Églises disposent cependant d'un droit de regard pour la désignation des professeurs de théologie. La Constitution allemande prévoit des cours de religion à l'école pour les élèves catholiques, protestants, orthodoxes ou juifs. Pour l'instant les musulmans n'ont pas encore obtenu ce droit.
Dans un souci d'intégration, le gouvernement fédéral encourage le dialogue inter-religieux, soutient les organisations islamiques favorables au dialogue et intègre celles-ci dans sa politique de lutte contre la violence et la xénophobie.

## Différentes formes d'art
Parler d'art allemand pose problème. D'une part, la notion d'art « national » n'est apparue qu'au XIXe siècle avec le développement de l'histoire de l'art. D'autre part, l'unité territoriale ne s'est réalisée que dans la seconde partie du XIXe siècle. Il serait donc préférable, selon Pierre Vaisse, de parler, pour l'art précédant le XIXe siècle, d'art germanique en le définissant comme celui issu d'une même communauté linguistique ou culturelle. La question de la spécificité de l'art allemand est soulevée pour la première fois durant la période romantique. On s'attache à rendre hommage aux apports culturels du Moyen Âge et on met en avant l'œuvre de Dürer. Goethe est un des premiers artistes à magnifier l'art allemand à la fin du XVIIIe siècle, en faisant l'éloge de la cathédrale de Strasbourg. Hans Bisanz précise que l'art allemand est en général fortement inspiré par l'Italie et ne se distingue de l'art des pays voisins que pendant des périodes isolées.

### Architecture
Le patrimoine architectural allemand est extrêmement important. On dénombre ainsi près de trente lieux d’Allemagne classés par l'UNESCO patrimoine culturel mondial. L'Allemagne a été pénétrée au cours de son histoire par différentes formes d'art adaptées aux goûts régionaux.
- Catégorie:Architecture en Allemagne
- Catégorie:Urbanisme en Allemagne

#### Histoire de l'architecture allemande
Dès l'époque carolingienne, sous l'impulsion de l'empereur et des prélats, l'Allemagne se dote de nombreux édifices religieux dont bien peu subsistent. On peut citer la chapelle palatine d'Aix-la-Chapelle dont le plan centré, dû à Eudes de Metz est hérité de l'Antiquité. Son plan rappelle celui de Saint-Vital à Ravenne ou des églises d'Orient. Mais on ne sait pas si Eudes avait vu lui-même ces édifices ou simplement des croquis qu'on lui avait fait parvenir. L’autre innovation spécifique de la période carolingienne est le massif occidental ou Westwerk. C’est un corps de bâtiment quasi-autonome par rapport à la nef et situé à l’ouest de l’église. Il est constitué d’une tour massive à plusieurs étages, souvent encadrée de deux tourelles d’escalier. Le rez-de-chaussée comprend un porche d’entrée voûté abritant des reliques. Le premier étage, qui fait office de chapelle, constitue une tribune ouverte sur la nef par des baies. L'exemple le plus célèbre est l'abbatiale de Corvey. Le dernier joyaux de l'architecture carolingienne est l'abbatiale de Fulda qui a presque les dimensions d'une cathédrale gothique. Elle a été construite par l'architecte et abbé du monastère, Ratgar.
La restauration de l'autorité impériale au Xe siècle s'accompagne d'un renouveau de l'architecture religieuse. De vastes églises à charpentes en bois aux proportions harmonieuses sont construites, ainsi que Saint Michel de Hildesheim et Saint-Cyriaque de Gernrode.

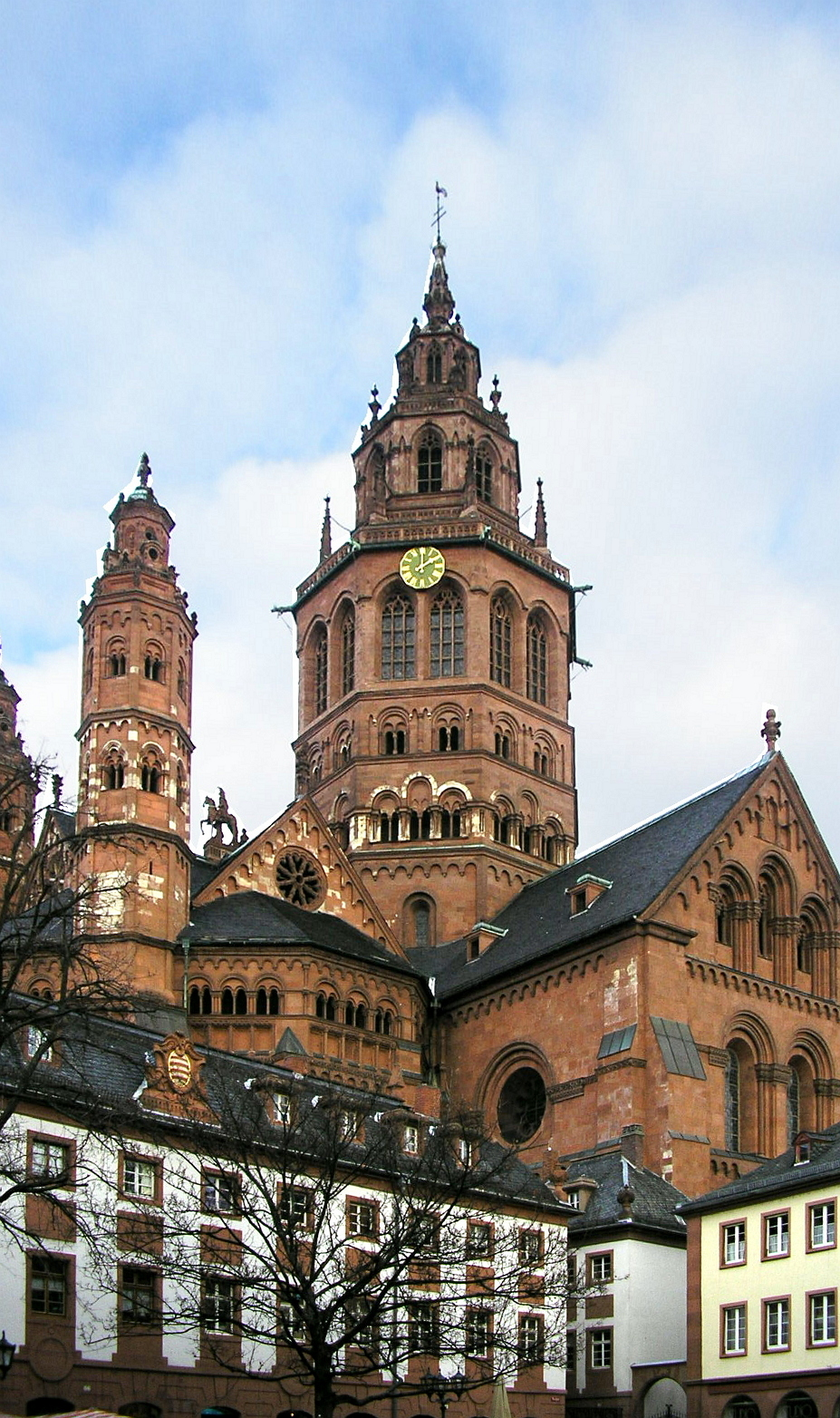
La cathédrale de Mayence vue du sud-ouest. Au centre se trouve la tour ouest, tour de la croisée du transept baroque de Franz Michael Neumann. À gauche, encadrant le chœur, se trouvent deux petites tours en escalier. Entre celles-ci, en retrait vers la tour principale, la statue du cavalier Martin de Tours se détache sur le ciel.

À partir du XIe siècle, le style roman rhénan se développe. Il se caractérise par l'existence de trois absides formant un trèfle comme dans l'église Sainte-Marie du Capitole à Cologne. C'est à cette époque que sont construites les cathédrales de Spire et de Saint-Martin de Mayence. Peu à peu, l'architecture des églises est influencée par le gothique : la cathédrale de Naumburg, les églises de Limbourg, d'Andernach, tout en conservant leur apparence romane, possèdent ainsi une structure plus proche du gothique.
L'art gothique ne se répand véritablement en Allemagne qu'au milieu du XIIIe siècle. Erwin von Steinbach est le premier maître d'œuvre de la cathédrale de Strasbourg, alors partie intégrante du Saint-Empire romain germanique. La cathédrale de Cologne est un des chefs-d'œuvre du gothique allemand avec ses deux hautes nefs et ses deux tours de façade à la mode française. L'originalité allemande apparaît dans l'utilisation de la brique, principalement au nord du pays (Église Sainte-Marie de Lübeck, cathédrale de Schwerin). L'adoption des églises-halles (Hallenkirche), inspirées de l'architecture cistercienne, est une autre caractéristique du gothique allemand. Les nefs latérales sont élevées au même niveau que la nef centrale et ne sont séparées de celle-là que par des piliers comme à Sainte-Élisabeth de Marbourg. Entre les XIVe et XVIe siècles, le gothique tardif domine avec l'érection de l'église Sainte-Anne d'Annaberg-Buchholz, bel exemple de gothique flamboyant de Saxe, et de la cathédrale d'Ulm. Dans la bourgeoisie, on construit des maisons à pignon (Ratisbonne), à colombage (Goslar) ou agrémentées de tours à la mode italienne.
Durant la Renaissance, l'Allemagne subit l'influence de l'Italie au sud et de la Flandre au nord. L'architecte de la renaissance Heinrich Schickhardt a marqué de son style l'Allemagne (Herrenberg - Freudenstadt) mais aussi la France (Montbéliard). L'architecture baroque, apparue en Italie au début du XVIIe siècle, se propage en Allemagne après la guerre de Trente Ans. Les maîtres de l'art baroque germanique sont Johann Michael Fischer (Zwiefalten, Ottobeuren), les frères Asam et Dominikus Zimmermann (Steinhausen, Wies). En Bavière, Johann Balthasar Neumann réalise la résidence de Wurtzbourg dans un style spécifique du baroque germanique. À Dresde, Matthäus Daniel Pöppelmann construit le palais Zwinger. Le rococo frédéricien se développe en Prusse, porté par l'architecte Georg Wenzeslaus von Knobelsdorff dont l'œuvre principale est le palais de Sanssouci. Andreas Schlüter travaille sur de nombreux monuments de Berlin.
À partir de 1750, les fouilles de Pompéi remettent à l'honneur l'art gréco-romain. Le siècle voit l'avènement de l'architecture néoclassique. Ce style architectural, dont le principal théoricien est Winckelmann prône un retour aux lignes architecturales grecques classiques en réaction au style plus chargé du baroque et du rococo. Leo von Klenze dessine les plans de la glyptothèque de Munich tandis que Carl Gotthard Langhans érige la porte de Brandebourg à Berlin. L'art français est à la mode et de nombreux architectes français sont employés par les princes allemands.
À partir de 1850, les architectes E. Ludwig et A. Koch revendiquent une forme d'art plus adaptée à leur temps. L'architecture du XIXe est marquée par la diversité des styles. Karl Friedrich Schinkel est un représentant du néoclassicisme prussien. Le style néogothique, né en Angleterre au milieu de xviiie siècle trouve un écho en Allemagne au début du xixe siècle. Associé au nationalisme romantique, il conforte les Allemands dans leur sentiment national. La reconstruction de la cathédrale de Cologne (1842 -1863) en est un parfait exemple. Au milieu du xixe siècle, l'architecture Biedermeier, très goûtée par la bourgeoisie, prône un style élégant mais sobre tant dans les façades que dans le mobilier. Il correspond au style français Louis-Philippe. À la fin du xixe siècle, l'art nouveau, et plus précisément le Jugendstil, fleurit en Allemagne. Le mouvement revendique un renouveau des formes et des matières. Les façades sont décorées de motifs végétaux.

#### Architecture contemporaine

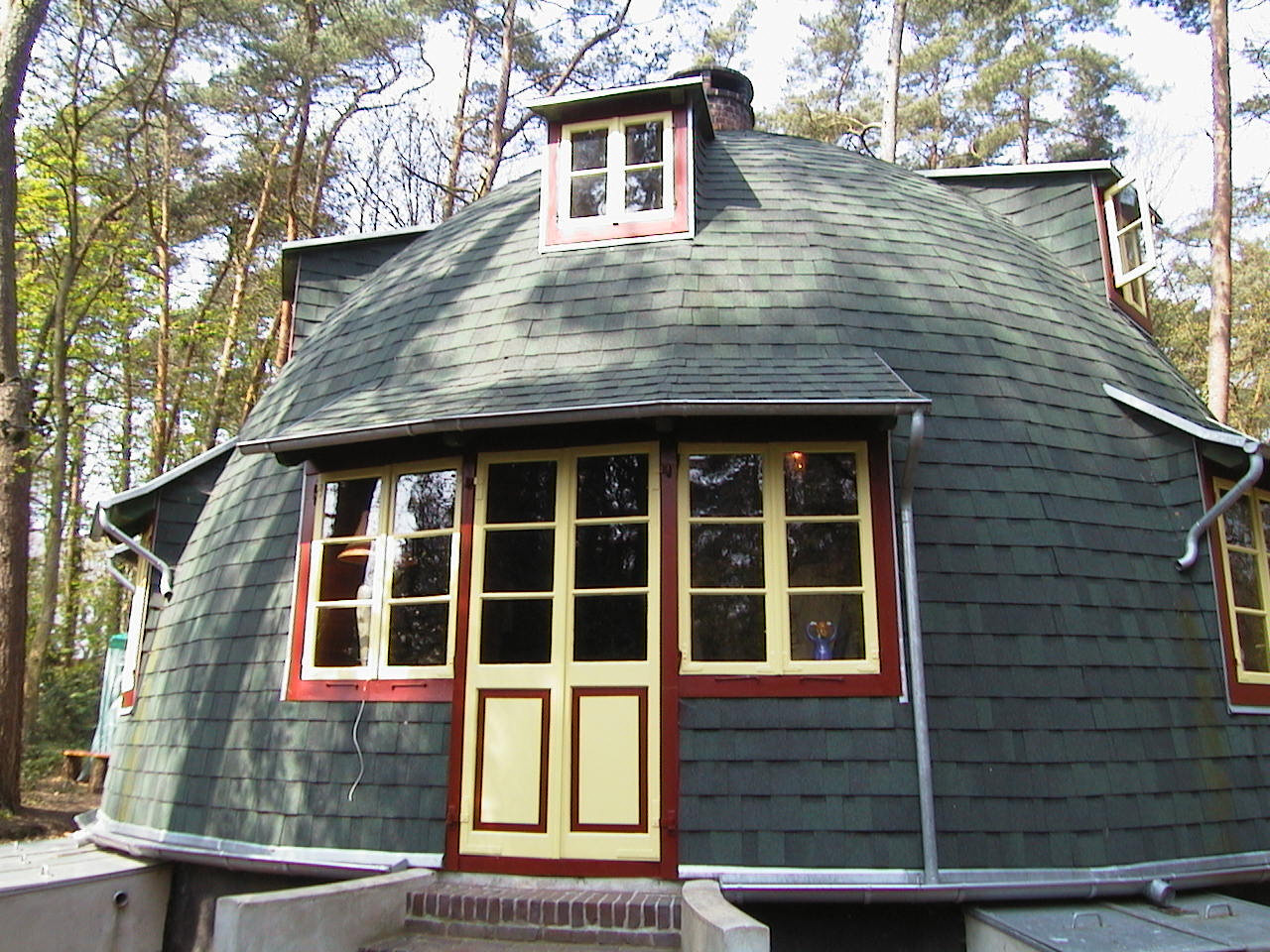
Le Worpsweder Käseglocke (la cloche à fromage de Worpswede), construit en 1926 par Bruno Taut

Au début du XXe siècle, 12 industriels et une douzaine d'artistes dont Peter Behrens, Richard Riemerschmid, Henry van de Velde groupés autour des théories de Hermann Muthesius fondent le Deutscher Werkbund. La notion d'esthétique industrielle est mise en avant comme le montrent les objectifs et la philosophie du mouvement : « Choisir les meilleurs représentants des arts, de l'industrie, des métiers et du commerce ; coordonner tous les efforts vers la réalisation de la qualité dans la production industrielle, créer un centre de ralliement pour tous ceux qui ont la capacité et la volonté de faire des produits de qualité [...]. Il n'y a pas de frontière fixe entre l'outil et la machine. Des œuvres de qualité peuvent être créées indifféremment à l'aide d'outils et de machines dès l'instant que l'homme se rend maître de la machine et en fait un outil. »
En 1919, Walter Gropius fonde le Bauhaus, une école d'art et d'architecture mais aussi de design et de théâtre. On y enseigne comment utiliser les matériaux modernes et on y réfléchit à ce que doit être l'art à l'heure de l'industrialisation. Le Bauhaus recrute pour ses directeurs et ses enseignants des architectes de renom. Parmi eux, Ludwig Mies van der Rohe, directeur du Bauhaus de 1930 à 1933, organisateur du projet Weissenhof et Erich Mendelsohn
, créateur de la tour Einstein, fondent en 1926 le mouvement architecturel Der Ring qui réfléchit à l'aspect fonctionnaliste des constructions. Le Bauhaus permet aussi l'émergence de designers de grands talents. Citons, parmi les designers de premier plan qui relèvent ou se réclament de ce mouvement moderniste, Marianne Brandt, Marcel Breuer, Le Corbusier et Charlotte Perriand, le Néerlandais Gerrit Rietveld, auteur d'une célèbre chaise cubiste. Le Bauhaus influence également la photographie, le costume et la danse.
Après 1945, l'urgence est de reconstruire une Allemagne dévastée par la guerre. Il s'agit d'offrir rapidement de nouveaux logements : la fonctionnalité, les critères économiques sont privilégiés aux dépens de la qualité de l'habitat. Cette triste architecture est encore très présente sur le territoire allemand. Alexander Mitscherlich parle d'« environnement inhospitalier » pour cette architecture anonyme. Ce n'est que vers le milieu des années 1970 qu'un renouveau s'opère et que la priorité est donnée à une architecture plus humaine.
Après la réunification de 1990, l'Allemagne veut faire de sa capitale une cité d'envergure internationale. Elle invite des architectes venus du monde entier. Norman Foster (Palais du Reichstag), Renzo Piano (tour Debis sur la Potsdamer Platz), Richard Rogers, Daniel Libeskind, Rafael Moneo, Helmut Jahn transforment Berlin avec leurs constructions qui donnent une dimension internationale et résolument moderniste à la ville. Axel Schultes conçoit la nouvelle Chancellerie. Mais l'innovation architecturale dépasse cette ville : des constructions d'un style nouveau s'élèvent à Munich (Pinacothèque d'art moderne), à Herford (musée MARTa), près de Neuss (Langen Foundation) et à Leipzig (musée des arts visuels).
Loin des réalisations prestigieuses, l’Allemagne est aussi à la pointe de la construction écologique (énergie solaire, matériaux non polluants comme le bois, économie d’énergie...). Dans ce domaine, l'architecte Frei Otto est réputé pour ses constructions de toits suspendus souples. Le génie civil allemand est actuellement leader dans ce domaine porteur. Il existe aussi en Allemagne des exemples d'architecture moderne et novatrice néanmoins conçue pour répondre aux besoins de l'homme.

### Arts plastiques

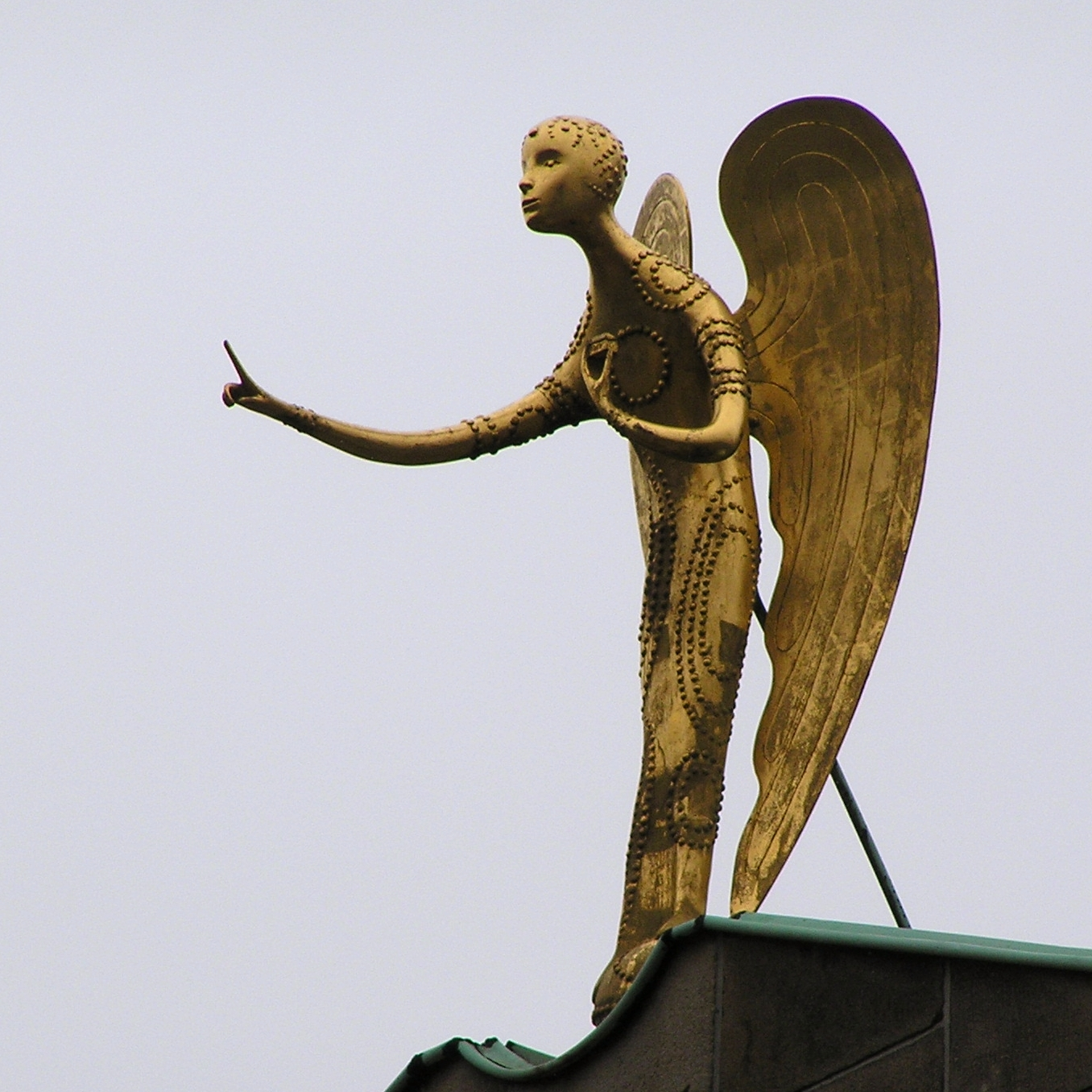
Ange d'Ewald Mataré, Essen

- Art allemand (en)
- Art du Troisième Reich

#### Sculpture
- Sculpteurs allemands
  - Vénus de Gönnersdorf (de), Vénus de Mauern (de), (Vénus de Willendorf), Vénus d'Andernach (de)
- Art carolingien
- Art ottonien, Croix de Gero
  - XIIIe siècle : Maître Heinrich de Constance (de)
  - XIVe siècle : Famille Parler, Heinrich Parler l'Aîné, Heinrich Parler le Jeune, Michael Parler, Michel Parler, Peter Parler, Wenzel Parler
  - XVe siècle : Hans Backoffen, Claus Berg, Adam van Düren, Gregor Erhart, Michel Erhart, Nikolaus Hagenauer (de), Meister Hartmann, Henning van der Heide, Adam Kraft, Master of Nördlingen, Daniel Mauch, Hans Meiger von Werde, Conrad Meit, Hans Multscher, Bernt Notke, Tilman Riemenschneider, Veit Stoss, Jörg Syrlin l'Ancien, Jörg Syrlin le Jeune, Famille Vischer de Nuremberg, Peter Vischer l'Ancien, Veit Wagner, Niklaus Weckmann
  - 16e siècle : Hans Backoffen, Claus Berg, Maître de la Sainte Parenté de Biberach, Abraham van den Blocke, Adam van Düren, Gregor Erhart, Michel Erhart, Hubert Gerhard, Henning van der Heide, Matthes Gebel, Adam Kraft, Hans Krumpper, Hans Leinberger, Daniel Mauch, Conrad Meit, Bernt Notke, Tilman Riemenschneider, Kerstgen van Ringenberch, Veit Stoss, Jörg Syrlin le Jeune, Famille Vischer de Nuremberg, Peter Vischer l'Ancien, Veit Wagner, Niklaus Weckmann, Christoph Weiditz, Jakob Woller, Hans Zürn l'Ancien
  - 17e siècle : Tobie Baader, Ehrgott Bernhard Bendl, Abraham van den Blocke, Jan Brokoff, Andreas Faistenberger, Feuchtmayer, Franz Hoppenstätt, Hubert Gerhard, Hans Krumpper, Heinrich Meyring, Balthasar Permoser, Burchard Precht, Hans Reichle, Christoph Rodt, Andreas Schlüter, Johann Schmuzer, Famille Schwanthaler, Johann Georg Urbansky, École de Wessobrunnen, Hans Zürn l'Ancien
  - 18e siècle : Johann Wolfgang von der Auwera, Johann Baptist Babel, Ehrgott Bernhard Bendl, Johann Heinrich Dannecker, Friedrich Wilhelm Eugen Döll, Franz Eberhard, Andreas Faistenberger, Franz Joseph Feuchtmayer, Joseph Anton Feuchtmayer, Johann Michael Fischer (sculpteur), Joseph Matthias Götz, Johann Georg Greiff, Ignaz Günther, Caspar Bernhard Hardy, Johann Joachim Kändler, Franz Joseph Mangoldt, Jean Martersteck, Philippe Mathé-Curtz, Johann Peter Melchior, Franz Xaver Messerschmidt, Balthasar Permoser, Ignaz Franz Platzer, Burchard Precht, Johann Gottfried Schadow, Andreas Schlüter, Famille Schwanthaler, Andreas Schweigel, Johann Albrecht Siegwitz, Johann Joseph Söntgen, Fidèle Sporer, Karl Johann Stilp, Johann Baptist Straub, Ferdinand Tietz, Johann Peter Wagner, Burkard Zamels
  - 19e siècle : Sculpteurs allemands du XIXe siècle
  - 20e siècle : Sculpteurs allemands du XXe siècle
  - XXIe siècle : Sculpteurs allemands du XXIe siècle

Au Moyen Âge, on trouve trace d'une sculpture religieuse: statuaire, décor d'autel et reliquaire. Les sculpteurs travaillent le bois mais sont aussi spécialisés dans la fonte de métaux, du bronze en particulier.
Au XVe siècle, époque du quattrocento, l'Allemagne entreprend de nombreux échanges fructueux avec l'Italie. Les sculpteurs allemands travaillent à Assise ou à Florence, tandis que l'influence italienne se fait sentir dans toute l'Allemagne. L'architecte et sculpteur Jean de Cologne (ou Johannes von Köln 1410-1481) et Sabine de Steinbach sont célèbres dans toute l'Europe. Nuremberg est le principal foyer artistique de l'époque. On travaille le bois (Syrlin l'Ancien, Gregor Erhart, Toss, Huyren) mais aussi la pierre (Araphie allemande d'aujourddam Krafft). Nicolas Gerhaert de Leyde présente des personnages d'une grande expressivité taillés dans le grès. La figure qui domine est alors Pierre Vischer (tombeau de Saint Sebald à Nuremberg)
Au XVIe siècle, l'avènement du luthéranisme met un frein à la sculpture religieuse. Les sculpteurs allemands restent attachés au gothique. À Fribourg, protégée de la réforme, des artistes se regroupent en ateliers pour travailler la sculpture religieuse. De cette époque émergent les noms de Martin Gramp, Hans Geiler, Hans Roditzer et Hans Gieng
En Bavière, la Contre-Réforme encourage le style baroque. Les sculpteurs remarquables du XVIIe et XVIIIe sont Andreas Schlüter et Balthasar Permoser. Vers la fin du XVIIIe. Le Sturm und Drang (tempête et élan) qui préfigure le romantisme donne des œuvres qui laissent s'exprimer les sentiments du créateur. On peut classer Johann Gottfried Schadow dans ce courant.
Au XiXe siècle, on note peu d'innovation, le style reste très classique. Les sculpteurs de l'époque sont Christian Daniel Rauch, Adolf von Hildebrand, réputé pour ses bustes d'enfants
Au début du siècle, l'expressionnisme est à la mode. Les artistes se regroupent dans un mouvement qui porte le nom de Die Brucke et auquel adhère le sculpteur Max Pechstein. La sculpture d'avant-guerre reste figurative. Parmi les sculpteurs de cette époque se détachent Ernst Barlach qui s'intéresse au corps humain et Ewald Mataré plus spécialisé dans les représentations animales
.
Après la guerre, excepté Wilhelm Lehmbruck que l'on peut encore classer parmi les expressionnistes, les artistes prennent un autre tournant; on préfère des formes plus aérées, des matériaux plus légers. Au lieu de la pierre et du bois, on travaille les armatures métalliques, le verre et le plastique. Les artistes de l'époque sont Norbert Kricke, Eva Hesse, Hans Haacke et Karl-Heinz Hering. Dans les années 1970-1980, Joseph Beuys travaille le feutre et la graisse. À Düsseldorf se développe un centre artistique qui rayonne au-delà de l'Allemagne. Les années 1980-1990 voient l'apparition de sculptures monumentales œuvres de sculpteurs tels Brigitte Matschinsky-Denninghoff ou Hans Kock. Depuis 1990, le style se diversifie : des sculptures en morceaux de Bogomir Ecker jusqu'au retour aux sources figuratives de Stephan Balkenhol en passant par les œuvres en grillages de Franka Hörnschemeyer, les silhouettes en bois de Klaus Hack, les figures en filigranes de Rolf Bergmeier, ou les sculptures de Thomas Schütte, chaque artiste trouve son style propre.

#### Peinture
- Mouvement nazaréen (1809-1840)
- Impressionnisme allemand (de)
- Nouvelle Association des artistes munichois (1909), Le Cavalier bleu (1910-1912)
- Sécession dresdoise (1919)
- Quadriga
- Nouveaux Fauves après 1980
- Liste de peintres allemands
- Listes d'artistes allemands
- Peintres allemands par siècle
- Prix artistiques en Allemagne

La peinture allemande est principalement florissante au XVe siècle et au XVIe siècle avec l'École de Cologne et le trio Grünewald, Dürer, Holbein ainsi qu'au XIXe siècle et au XXe siècle avec la naissance de nombreux mouvements picturaux.
Au cours du XIVe siècle et XVe siècle, la peinture est influencée par l'art de la gravure sur bois, le trait est stylisé, les thèmes sont tragiques (apocalypse, jugement dernier). Deux courants traversent l'Allemagne, l'un venu des ports marchands du nord préfère une peinture somptueuse aux contours marqués tandis que l'autre courant s'inspire davantage de l'art italien avec des personnages moins étirés et plus proportionnels. On note durant cette période trois écoles au nord : l'école hanséatique de Hambourg dont le maître est Maître Bertram (Bertram von Minden 1345 - 1415), l'école de Westphalie et l'école de Cologne dont les maîtres sont Wilhem de Herle et Stephan Lochner. Dans le sud, on trouve l'école de Souabe aux traits et aux thèmes moins rudes. Lukas Moser y crée des œuvres « aimables » et Konrad Witz y travaille la perspective et la lumière. Martin Schongauer réussit une fusion pertinente de ces deux tendances. C'est l'apparition du gothique international qui a donné naissance à la Renaissance italienne, à la Renaissance flamande et à la Renaissance allemande, période d'une cinquantaine d'années.

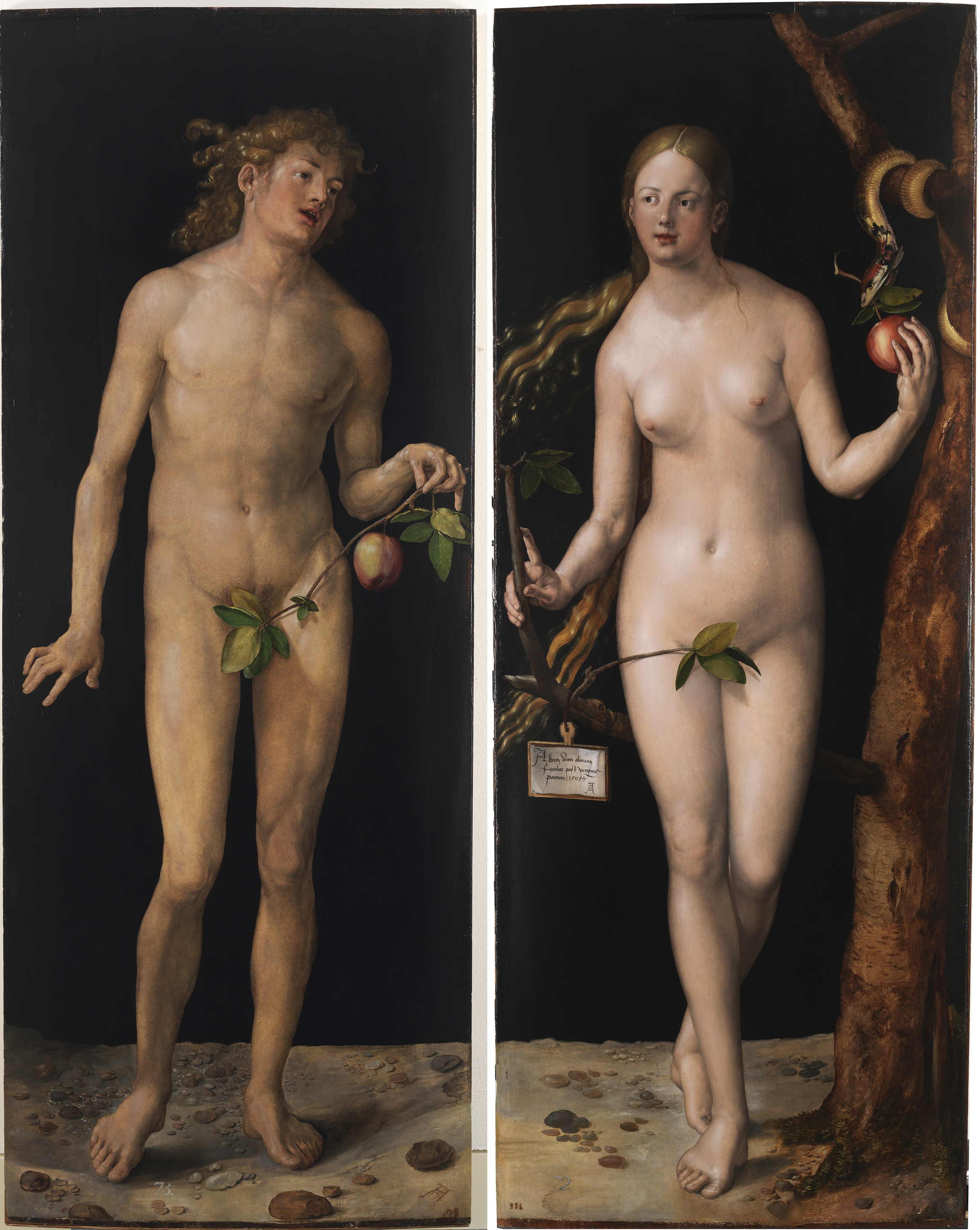
Albrecht Dürer, Adam et Eve, 1507, Musée du Prado, Madrid

Le XVIe siècle est dominé par les figures de Matthias Grünewald, Albrecht Dürer et Hans Holbein qui permettent la transition entre le Gothique et la Renaissance. Mathis Gothart Nithart dit Grünewald, célèbre pour le fameux polyptyque du couvent-hôpital d’Issenheim se caractérise par un mélange de brutalité et de sérénité donnant à son œuvre un caractère surnaturel. Albrecht Dürer (1471-1528) est le peintre emblématique de la Renaissance en pays allemand. Artiste de génie, c'est surtout son travail de gravure sur bois qui l'a immortalisé. Citons aussi Albrecht Altdorfer, représentant de l'école du Danube. Leurs élèves sont Hans Baldung, Lucas Cranach, très influencé par la Réforme, au style empreint de violence et de spiritualité et Hans Burgkmair.
Aux XVIIe et XVIIIe siècles, l'influence italienne reste très sensible. Les cours princières accueillent d'ailleurs de nombreux artistes italiens et français. Cependant certains peintres allemands marquent la période : Adam Elsheimer qui peint des paysages et des sujets bibliques, Antoine Pesne, peintre français émigré en Prusse et portraitiste de Frédéric II. Citons aussi Georg Wenzeslaus von Knobelsdorff et Johann Heinrich Wilhelm Tischbein.
Le XIXe siècle commence avec le développement du style Biedermeier qui exalte les valeurs bourgeoises.
Le romantisme est la seconde période de l'histoire de l'art qui permet à la peinture allemande de se distinguer. La peinture romantique allemande voit dans la nature une présence divine. et crée des tableaux mystiques et mélancoliques. Les peintres marquants de cette période sont Caspar David Friedrich et Philipp Otto Runge. Un groupe de peintres allemands, dont les principaux représentants sont Johann Friedrich Overbeck et Franz Pforr., installés à Rome, créent le Mouvement Nazaréen qui prône un renouveau de l'art par la religion. Certains peintres ne restent pas en dehors des évènements politiques qui secouent le monde germanique au XIXe siècle. Alfred Rethel (1816-1859) évoque les évènements de la révolution de 1848. D'autres peintres tentent de concilier le réalisme avec le surnaturel. L'influence de Gustave Courbet va permettre à des peintres allemands comme Hans Thoma ou Wilhelm Leibl de s'exprimer. Adolph von Menzel est comblé d'honneurs pour sa carrière de graveur et d'illustrateur. Le symbolisme est représenté par Max Klinger et Franz von Stuck.

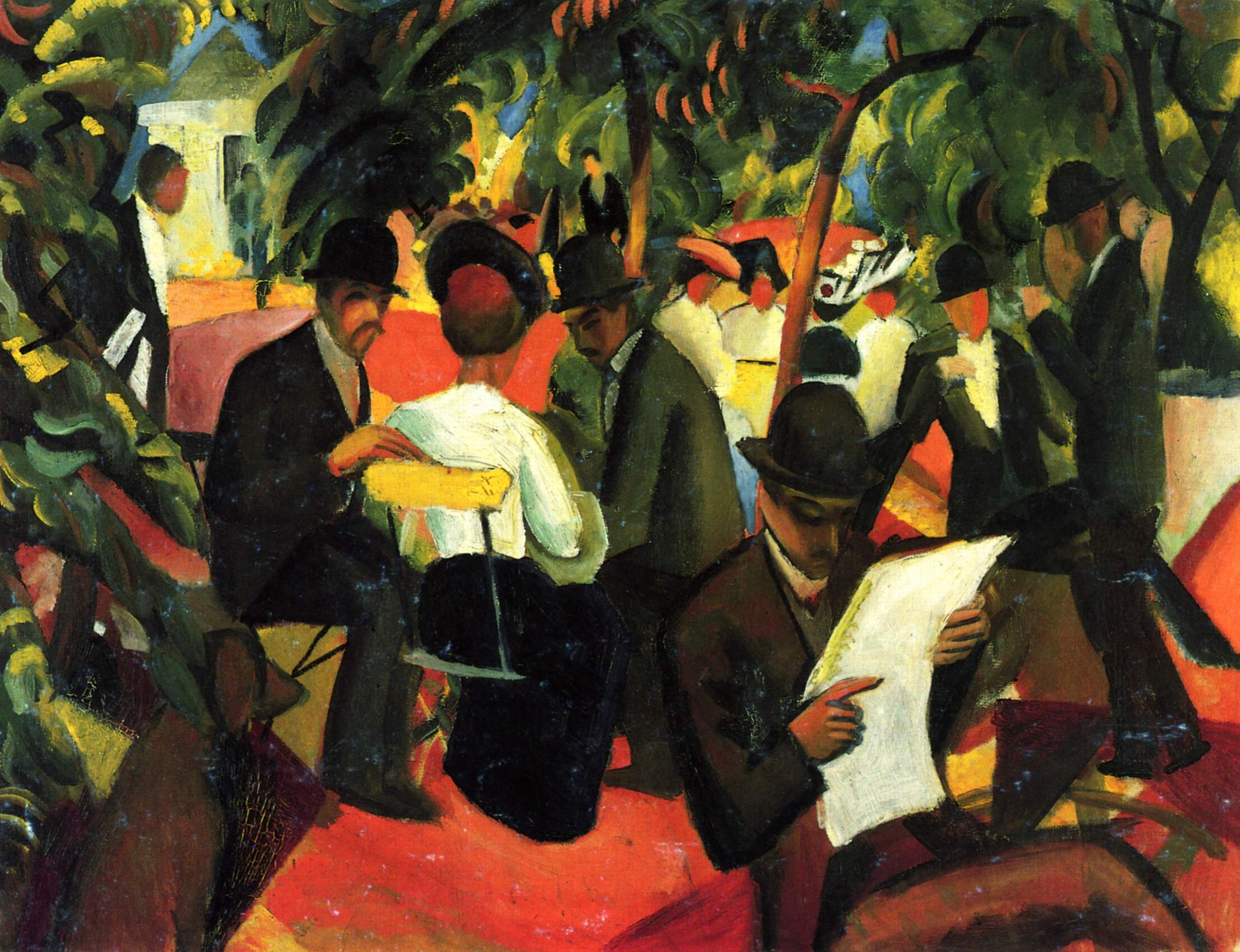
August Macke, Le restaurant du jardin, 1912

L'expressionnisme est un courant majeur du XXe siècle. Il est à l'origine de nombreux groupes comme le fauvisme, le cubisme ou le futurisme. Ce mouvement né à Vienne s'étend rapidement dans les milieux artistiques allemands à partir de 1905. Paula Modersohn-Becker en est une des premières représentantes. En Allemagne, ce mouvement, particulièrement sombre et tourmenté, domine toute l’activité culturelle jusqu'à l'arrivée au pouvoir du nazisme. En 1905, les peintres Ernst Ludwig Kirchner, Erich Heckel, Karl Schmidt-Rottluff créent le mouvement Die Brücke. Par des dessins aux traits rapides et aux couleurs vives, ils veulent donner la priorité à la spontanéité, l'émotion et la subjectivité. À Munich, en 1911-1912, Franz Marc, Vassily Kandinsky russe ayant vécu en Bavière de 1896 à 1914, August Macke et d'autres artistes créent le mouvement Le Cavalier bleu et veulent abandonner le réalisme pour un art davantage abstrait. Les expressionnistes d’après-guerre forment le groupe de la Nouvelle Objectivité, Neue Sachlichkeit. Leurs œuvres témoignent du pessimisme ambiant dû à la défaite. On peut citer Max Beckmann, George Grosz et surtout Otto Dix. Certains peintres se tournent vers le surréalisme et adhèrent au mouvement Dada. C'est le cas par exemple de Max Ernst. Un autre mouvement se développe à Hanovre dans les années 1920 ; il s'agit des abstraits de Hanovre, abstrakten hannover, qui accueillent beaucoup de peintres venus d'URSS. Cette richesse artistique est stoppée par l'avènement d'Hitler au pouvoir. Celui-ci juge cet « art dégénéré », dangereux et inadapté à la société idéale qu'il entend mettre en place.

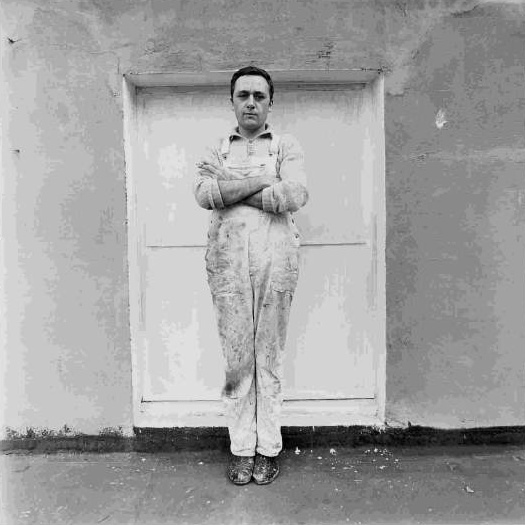
Gerhard Richter photographié par Lothar Wolleh

À la fin de la guerre et jusqu'à la réunification, les peintres d'Allemagne de l'Ouest et d'Allemagne de l'Est vont prendre des chemins différents. Les artistes de la RFA se lancent à corps perdu dans l'art abstrait. Les œuvres de Willi Baumeister, d'Ernst Wilhelm Nay, d'Emil Schumacher ou encore de Fritz Winter suscitent des débats passionnés, le public étant désarçonné par cette forme de peinture. En RDA, il existe un art officiel, très figuratif, exaltant les valeurs communistes. L'Allemagne se penche sur son passé récent, avec, à l'Est, Walter Libuda et Volker Stelzmann et à l'Ouest Georg Baselitz, Jörg Immendorff, Markus Lüpertz et Anselm Kiefer. Ainsi Wolf Vostell est un des premiers artistes à se référer dans ses installations à l'histoire du Troisième Reich, nommant Auschwitz et Treblinka, et ce dès la fin des années 1950.
Les années 1960 libèrent l'artiste de toute convention. Sigmar Polke lance, avec Gerhard Richter, le courant « Réalisme capitaliste ». Richter s'interroge ainsi sur les possibilités de la peinture à représenter la réalité. Durant les années 1980, le marché de l'art explose. La cote de certains artistes comme Rainer Fetting ou Salomé, figures de proue du mouvement « Nouveaux fauves », explose avant de retomber avec le krach boursier. À cette époque émerge en Allemagne l'un des plus importants artistes contemporains, Anselm Kiefer. Son travail revisite l'histoire, en particulier allemande du XXe siècle, la littérature et les mythes, au travers des peintures souvent de grandes dimensions faites d'accumulation de matière et parfois d'objets. Depuis les années 1990, on voit apparaître une nouvelle tendance picturale, avec l'utilisation de la bombe aérosol, chez des artistes comme Katharina Grosse, Jonathan Meese ou Neo Rauch.

#### Mode et design
La mode vestimentaire en Allemagne, si elle ne dispose pas d'influence au niveau mondial, est source de plusieurs personnalités, telles Karl Lagerfeld ou Claudia Schiffer ainsi que de marques implantées internationalement comme Hugo Boss ou Esprit. Pour ces personnalités qui officient parfois pour des entreprises tierces, une grande part de leur réussite est liée à leur présence sur la scène européenne ou parisienne, ainsi que pour l'industrie, à l'exportation. La Semaine de la mode qui a lieu annuellement dans la capitale depuis 2007 voit grandir peu à peu son importance sur la scène européenne.

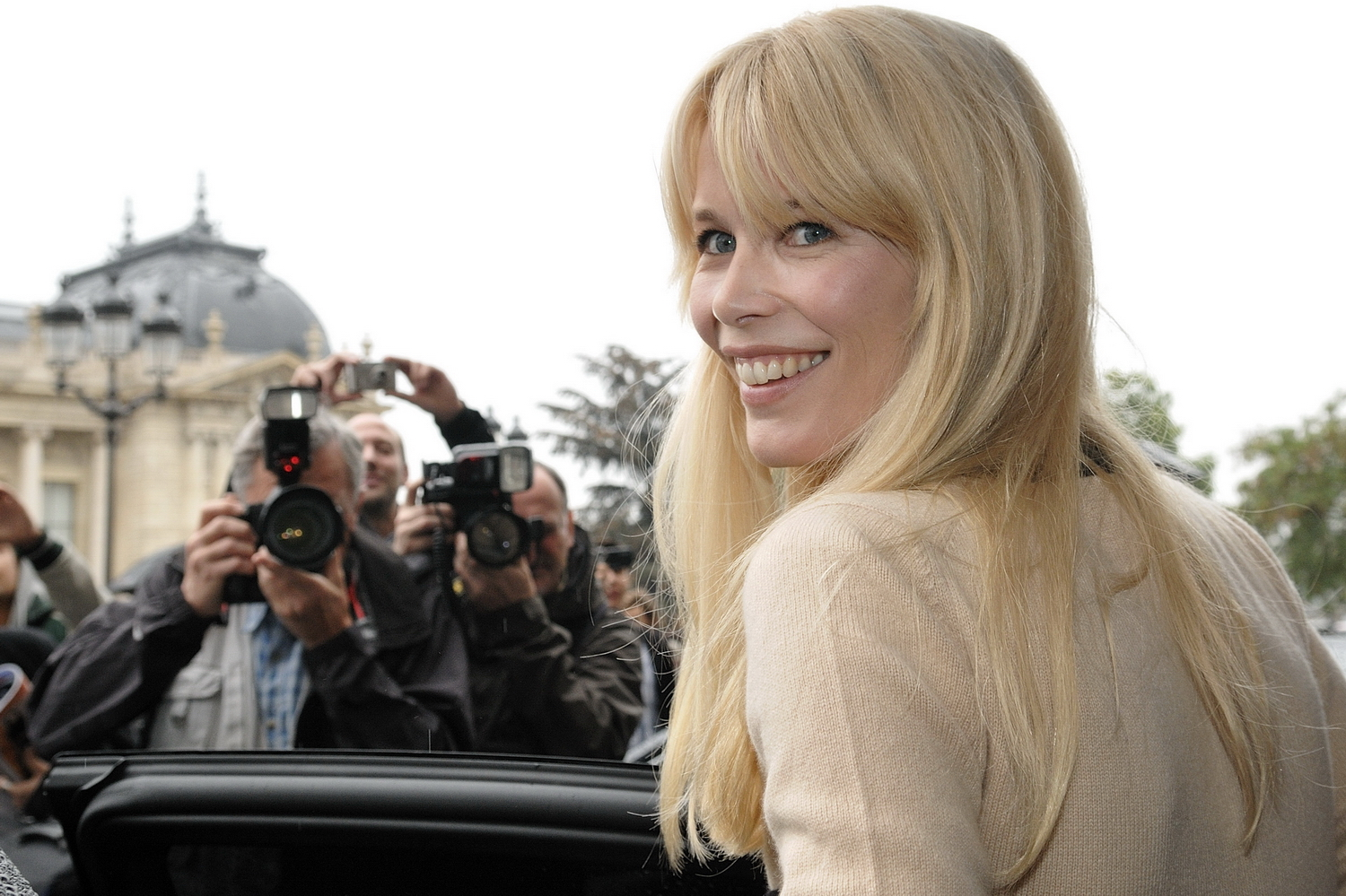
Claudia Schiffer, un mannequin allemand et styliste

### Littérature et philosophie

#### Littérature

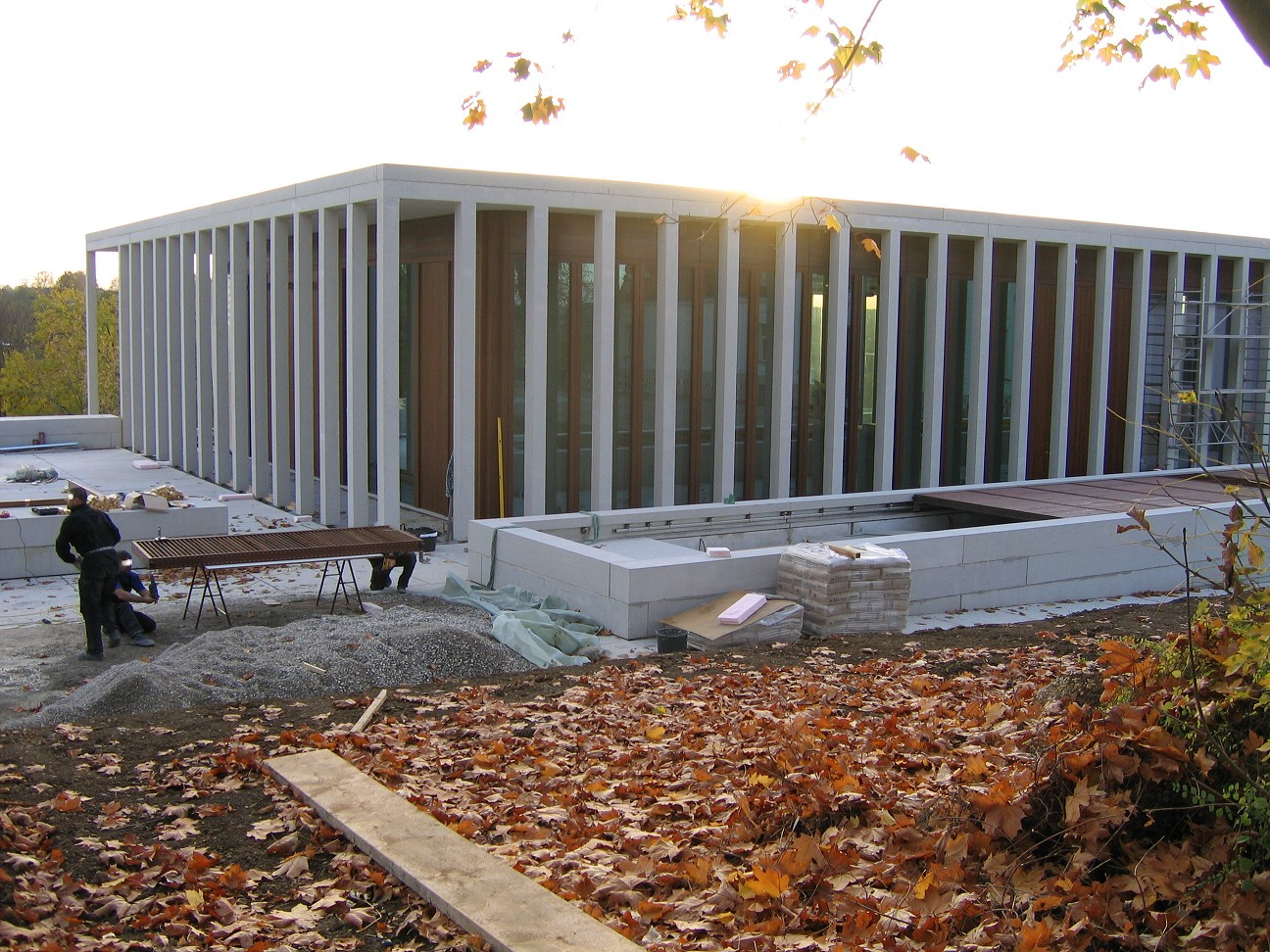
Le musée de la littérature moderne à Marbach am Neckar

L'histoire de la littérature est très riche. Les écrivains qui ont marqué l'histoire de cet art sont très nombreux. La naissance d'une littérature allemande coïncide avec le règne de Charlemagne.
Le chant de Hildebrand datant de 820 est considéré comme une œuvre fondatrice de la littérature en langue allemande. Seuls 68 vers subsistent encore aujourd'hui. L'essentiel de l'activité littéraire consiste cependant à traduire et à commenter les œuvres d'inspiration chrétienne (Livre des Évangiles d'Otfrid de Wissembourg, Heliand).
La seconde grande œuvre que le Moyen Âge a légué est l'épopée héroïque et mythologique des Nibelungen, datant du XIIe siècle. Le représentant du roman courtois est Wolfram von Eschenbach qui au début du XIIIe siècle écrit Perceval. Moins connu Lanzelet est un autre roman du cycle arthurien en moyen haut-allemand écrit vers 1200 par Ulrich von Zatzikhoven et composé de 9 444 vers. La figure incontournable du XIVe siècle est Maître Eckhart qui s'illustre dans la littérature mystique.
Au XVIe siècle, La Nef de fous de Sébastien Brant s'impose comme un chef-d'œuvre de la satire. C'est aussi l'époque des maitres chanteurs dont les poésies et les chansons sont très populaires. Le plus connu est certainement Hans Sachs dont Richard Wagner a fait un personnage central de son opéra Die Meistersinger von Nürnberg, utilisant même la mélodie de son chant Le Rossignol de Wittenburg (1523). En 1587 parait l’histoire de Faust (Historia von D. Johann Fausten), conte anonyme édité par Johann Spies qui est à l'origine des autres versions de Faust.
La guerre de Trente Ans qui ravage l'Allemagne au XVIIe siècle et conduit à son déchirement inspire les écrivains. C'est le cas Hans Jakob Christoffel von Grimmelshausen qui publie, en 1668, Simplicius Simplicissimus, histoire tragi-comique d'un paysan témoin de cette période. La Contre Réforme privilégie les écrits en latin mais se développent par ailleurs en Allemagne des « sociétés de langues » dont le but est de promouvoir la langue allemande. Celle-ci trouve un ardent défenseur en Martin Opitz von Boberfeld qui publie Aristarque ou le Mépris de la langue puis Traité de la poésie allemande (1624).
Le XVIIIe siècle est dans toute l'Europe le Siècle des Lumières, Aufklärung en allemand plus connu pour ses philosophes que pour ses écrivains. Christoph Martin Wieland cherche à introduire la culture gréco-latine. Il écrit Agathon, roman pseudo grec en plusieurs volumes, mettant en scène une Hellade déjà de teneur romantique. Il traduit aussi William Shakespeare en allemand.
Par réaction à la sécheresse de l'Aufklärung, Sturm und Drang, tempête et élan, est un mouvement littéraire contestataire de la deuxième moitié du XVIIIe siècle qui tente de réhabiliter l’irrationnel, la passion, le merveilleux. Il est nommé ainsi d'après une pièce de Friedrich Maximilian Klinger. Le noyau de ce mouvement est une jeunesse qui se révolte contre la structure de la société dominée par la noblesse et la bourgeoisie et contre les principes moraux bourgeois qui y règnent. Les héros des pièces et romans de ce mouvement essayent de rompre les conventions et les représentations morales. Ils créent leurs propres règles basées sur la justice et la liberté. Les figures emblématiques de ce mouvement sont Johann Wolfgang von Goethe, à la fois écrivain, auteur dramatique et savant, et Friedrich von Schiller. Jakob Michael Reinhold Lenz ainsi que d'autres auteurs sont réunis à Göttingen.
Pour les Allemands, Goethe est l'image du génie universel, et un classique de la littérature. Il ne tarde pas à se tourner vers la tradition de l'humanisme classique. Il est l'auteur d'une œuvre abondante. Ses deux versions de Faust, en 1806 et 1822, sont les apogées de son œuvre. Etabli à Weimar à partir de 1775, Goethe est rejoint par d'autres écrivains, Johann Gottfried von Herder, Christoph Martin Wieland et Friedrich von Schiller, le courant du Classicisme de Weimar. À la charnière entre le classicisme de Weimar et le romantisme, il faut citer deux auteurs, Friedrich Hölderlin auteur tragique et lyrique, passionné de la Grèce ancienne et Johann Paul Friedrich Richter, connu sous les pseudonyme de Jean Paul à l'imagination créatrice.

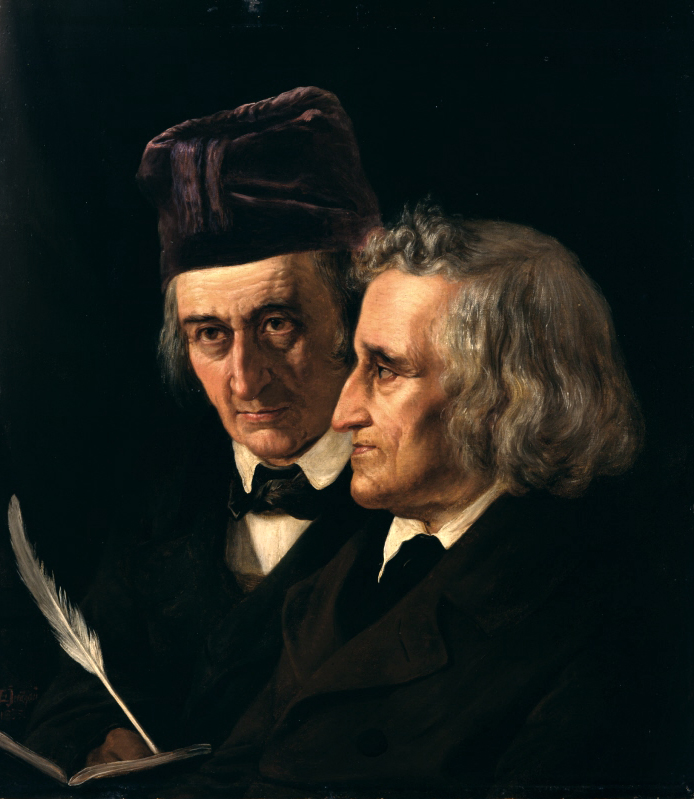
Wilhelm Grimm (à gauche) et Jacob Grimm (à droite). Elisabeth Jerichau-Baumann, 1855. Berlin, Staatliche Museen.

Au XIXe siècle nait le mouvement romantique. Selon Claude David, il faudrait parler plutôt des mouvements romantiques tant les productions en sont diverses. Le mouvement est initié par les frères Schlegel (August et Friedrich) et Novalis pour lesquels l'écriture est une entreprise d'introversion. Le romantisme manifeste un fort intérêt pour la culture populaire et se replonge dans les légendes germaniques. Les contes des frères Grimm et d'Hoffmann en sont les précieux témoignages. Dans la seconde moitié du XIXe siècle, la littérature allemande s'assoupit. Les courants littéraires qui succèdent au romantisme, portent une plus grande attention au réel. Heinrich Heine d'abord romantique porte un regard ironique et mordant sur son temps. Le courant réaliste comprend dans la seconde moitié du XIXe siècle de nombreux représentants. Les plus connus sont Gottfried Keller, Theodor Fontane et Adalbert Stifter. Gerhart Hauptmann s'illustre dans le drame social. Peu de livres restent gravés dans les mémoires.
À la fin du XIXe siècle et au début du XXe siècle, l'expressionnisme s'épanouit aussi en littérature. Else Lasker-Schüler, Georg Heym, Gottfried Benn en sont les fers de lance et Georg Trakl un de ses représentants majeurs. Un des maîtres du roman à cette époque est Thomas Mann qui reçoit le prix Nobel de littérature en 1929 tandis que Stefan George élabore une poésie proche du symbolisme. D'origine tchèque mais écrivant en langue allemande, Kafka se démarque par son écriture originale.
L'arrivée du nazisme provoque la fuite d'un grand nombre d'écrivains comme Walter Benjamin, Lion Feuchtwanger, Alfred Döblin, Thomas Mann tandis que d'autres tel Ernst Jünger restent et deviennent témoins de cette période. Après la seconde guerre mondiale, la littérature allemande tente de se rétablir. Des écrivains comme Paul Celan ou Heinrich Böll se rassemblent autour de Hans Werner Richter pour fonder le groupe 47. Günter Grass, prix Nobel de littérature, introduit l’histoire de l'Allemagne nazie en littérature. Son livre le plus connu est Le Tambour. Il est le chef de file d'une génération en quête de réponses à ses interrogations morales. Hans Magnus Enzensberger, Siegfried Lenz et Christa Wolf font partie de la même mouvance. Une nouvelle génération d'écrivains revient à la tradition du récit. Sten Nadolny, Uwe Timm, F. C. Delius, Brigitte Kronauer et Ralf Roth en sont les représentants les plus emblématiques même s'ils sont peu connus en France. La littérature actuelle décrit les réalités d’aujourd’hui. Le regard est impitoyable.

#### Philosophie
La philosophie allemande a exercé une influence considérable dans le monde occidental.
Au XIIe siècle, Albert le Grand introduit dans les universités d’Europe les sciences grecques et arabes.
Au XVIIe siècle, Gottfried Wilhelm Leibniz, à la fois mathématicien et philosophe, déclare que Dieu, qui est la perfection, ne peut avoir créé un monde défectueux. Il correspond avec tous les philosophes de son temps et est le créateur de notions importantes en philosophie (théodicée, Monadologie, optimisme) Il influence les philosophes de l'Aufklärung, les Lumières allemandes au XVIIIe siècle, Christian Thomasius et Christian Wolff dans leur vision optimiste de l'évolution du monde. Lessing s'efforce de conjuguer le déisme rationaliste avec la révélation. Les philosophes de cette époque sont profondément convaincus que le progrès de l'humanité reposait sur la formation et l'éducation de chacun. C'est aussi en Allemagne que s'exprime Moses Mendelssohn, la plus grande figure de la Haskala, les Lumières juives. C'est à sa demande que le protestant Christian Wilhelm von Dohm, représentant type de l'Aufklärung, écrit Ueber die buergerliche Verbesserung der Juden, qui prône l'émancipation de Juifs.

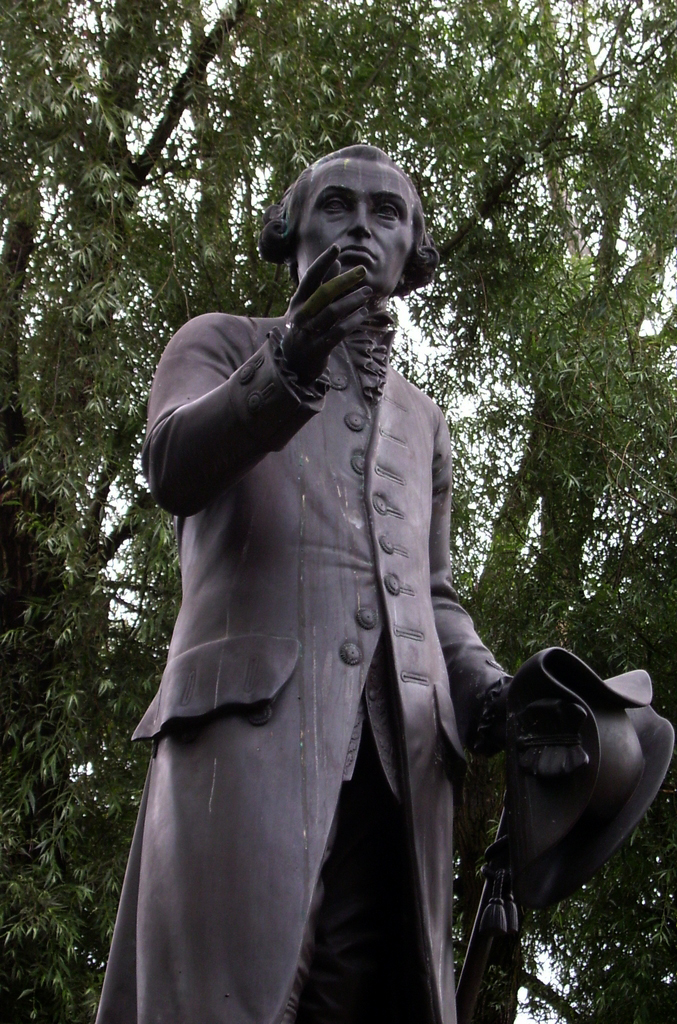
La statue de Kant à Kaliningrad

Emmanuel Kant, à la fin de l'Aufklärung joue un rôle fondamental dans l'histoire de la philosophie. Il souligne l’impossibilité de connaître le réel en soi et met, par conséquent, l’accent sur les limites des facultés humaines de connaissance. Il dresse un constat d’impuissance en soulignant que l’homme, prisonnier des catégories de son entendement, ne peut avoir de la vérité qu’une perception relative et subjective. D’une certaine façon, il ébranle lui aussi ce qui constitue le fondement de l’Aufklärung : la confiance dans les capacités humaines et l’optimisme. Il inspire Schopenhauer aussi bien que les philosophes idéalistes que sont Fichte et Hegel dont l'œuvre est représentative de l'idéalisme allemand et dont l'influence s'étend aussi hors du territoire allemand, dans l'Empire russe notamment où elle façonne plusieurs générations d'intellectuels et de révolutionnaires.
Au XIXe siècle nait Schopenhauer dont la philosophie développe une forme d'idéalisme athée. Son influence sur certaines philosophes comme Friedrich Nietzsche, Sigmund Freud ou Ludwig Wittgenstein et sur toute une génération d'écrivains est fondamentale. Ce siècle voit aussi la naissance d'une critique du capitalisme et de la conception de matérialisme historique développées par Karl Marx. Avec Friedrich Engels, il fonde le socialisme scientifique. Ils sont à ce titre les initiateurs du mouvement ouvrier international contemporain.
Friedrich Nietzsche s'attache à comprendre les conditions et les moyens de l'ennoblissement et de l'élévation de l'homme. Il est aussi le brillant théoricien du nihilisme. Il exerce une influence majeure dans l'histoire des lettres et de la pensée occidentale.
Heidegger et Gadamer poursuivent la tradition de la philosophie allemande au XXe siècle. Heiddeger et Karl Jaspers réintroduisent l'être au cœur de la philosophie. Jaspers souligne l'impossibilité de l'homme à saisir la totalité de l'histoire car il est une partie de cette totalité. Un grand nombre d'intellectuels allemands ont eu une influence considérable dans le développement de la sociologie. C'est le cas de Habermas, Horkheimer, Adorno (les trois figures centrales de l'école de Francfort), Tönnies, Simmel, Weber et Luhmann. Parmi les philosophes de ce siècle, il faut aussi citer Edmund Husserl, fondateur de la phénoménologie transcendantale.

#### Théâtre
Après une évolution assez lente, le théâtre allemand est florissant à la fin du XVIIIe siècle et au XIXe siècle avec le théâtre de Goethe, Kleist et Büchner. Bertolt Brecht est un dramaturge marquant du XXe siècle mais le théâtre contemporain et avant-gardiste place maintenant l'Allemagne à la pointe de la création théâtrale.
Le XVIe siècle voit la naissance du théâtre profane comme les saynètes satiriques de Hans Sachs. Au XVIIe siècle persiste un théâtre en latin tandis que se développe un théâtre de langue allemande dont Gryphius est le représentant. Durant le XVIIIe siècle, on adapte en allemand le répertoire français ou anglais mais il existe aussi des dramaturges allemands comme Lessing dont la pièce Nathan le Sage est une des productions les plus célèbres.
La fin du XVIIIe siècle voit le développement du Sturm und Drang, mouvement qui porte le nom d'une pièce du dramaturge Friedrich Maximilian Klinger. Les pièces se focalisent sur un personnage, ses mésaventures et les tourments de son âme. Friedrich Schiller introduit la politique dans ses pièces. Goethe écrit son Faust et se place comme un auteur romantique. Le Prince de Hambourg de Kleist est davantage tourné vers la politique tandis que Georg Büchner, avec sa pièce Woyzeck, s'intéresse davantage au drame psychologique. Parallèlement se développe un théâtre plus orienté vers le mélodrame avec les pièces de Kotzebue. Le naturalisme a aussi ses adeptes avec l'auteur dramatique Gerhart Hauptmann. Le musicien Richard Wagner joue un rôle déterminant durant cette période. Créateur des textes de ses opéras, il accorde une grande importance au théâtre dans l'évolution de la civilisation. Le rôle du metteur en scène prend de l'ampleur et Goerge II de Saxe est considéré comme un metteur en scène de premier plan.

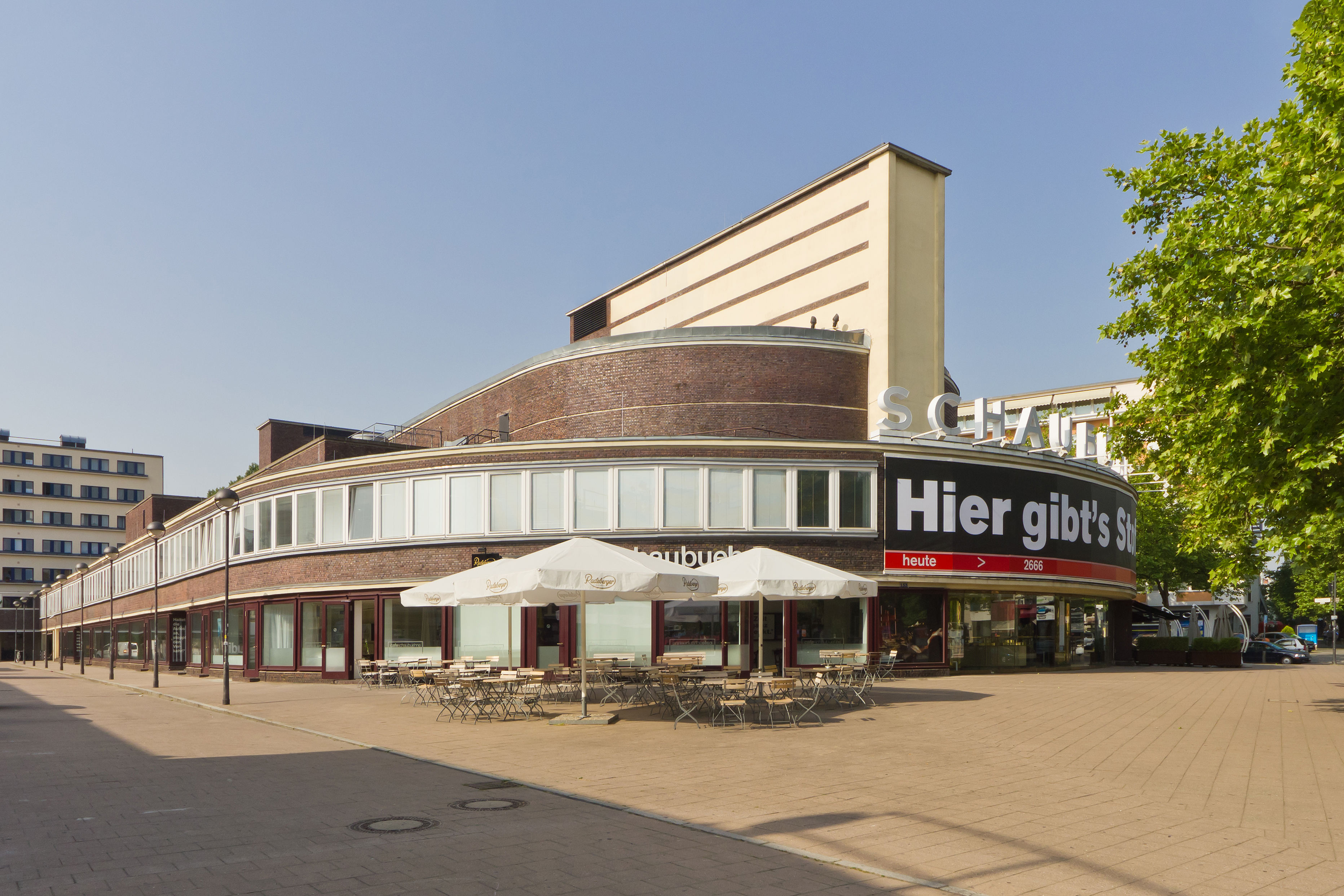
Le théâtre Schaubühne à Berlin

Le début du XXe siècle est dominé par le théâtre de Brecht, adepte de la distanciation. Le théâtre de la Nouvelle Objectivité fleurit avec des artistes comme Piscator et Zuckmayer. L'arrivée d'Hitler provoque la fuite des dramaturges à l'étranger et ce n'est qu'après la guerre que renait le théâtre allemand, théâtre tourné vers l'introspection, analysant le passé de l'Allemagne ou s'intéressant à son histoire récente. Une nouvelle forme de théâtre, le théâtre documentaire, nait sous la plume de Peter Weiss. La fin des années 1960 et les années 1970 sont celle du renouveau du théâtre allemand, les mises en scène tendancieuses sur le plan politique et provocatrices se multiplient. Le théâtre allemand a, depuis cette période, la réputation d’être avant-gardiste et provocateur. Cette modernité est favorisée par le caractère fédéraliste de la culture en Allemagne. Beaucoup de villes, même les villes de moindre importance, possèdent leur théâtre très souvent subventionné. Cela donne un paysage théâtral fourni, en tout quelque 400 théâtres professionnels qui permettent aux jeunes auteurs de faire créer leur pièce plusieurs fois par des metteurs en scène différents. Parmi ceux-ci, on peut citer Peter Stein, fondateur du Schaubühne am Lehniner Platz à Berlin, Peter Zadek, Leander Haussmann, Stefan Bachmann, Thomas Ostermeier, et Claus Peymann, le directeur du Berliner Ensemble. Beaucoup de metteurs en scène sont en même temps directeurs de théâtre. Les théâtres alternent dans leur programmation les pièces classiques comme Faust ou Nathan le sage, du théâtre contemporain comme les pièces de Brecht, des pièces de théâtre de boulevard et des créations avant-gardistes.

### Adaptation du théâtre allemand au Québec
Le théâtre allemand est devenu très populaire au Québec dans les dernières années dû à la traduction théâtrale qui prendra de plus en plus d’ampleur et à son fond philosophique permettant une certaine [Quoi ?]. Durant les années 1970, le milieu théâtral québécois avait tendance à s’en servir à des fins politiques et nationalistes. Les traducteurs québécois traduisaient principalement les textes du dramaturge allemand Bertolt Brecht en québécois afin de se distancier du théâtre français, plus populaire et proéminent à l’époque. Ainsi, en plus de traduire le texte en joual québécois, on transposait aussi l’action à Montréal afin de permettre au public québécois de mieux s’identifier à l’action et aux personnages
Cependant, après expérimentation, les dramaturges québécois ont découvert que le public québécois avait développé une préférence pour les pièces allemandes dont l’action se déroulait en Allemagne. Les dramaturges décidèrent donc de laisser l'action en Allemagne, mais de continuer a traduire en joual québécois. Cependant, la transposition du joual dans un contexte européen a suscité un débat dans le milieu culturel québécois sur l'appropriation culturelle.
En 2014, alors que le théâtre allemand prend de plus en plus d'expansion au Québec, et que de plus en plus d'auteurs Allemands tels Dea Loher, Marius von Mayenburg, et Anja Hilling sont traduits et adaptés sur la scène et que des auteurs québécois tels Fabien Cloutier et Sarah Berthiaume, se font eux-mêmes traduire en Allemagne, le traducteur Frank Weigand remarque une certaine rupture entre les textes allemands d'origine et la traduction québécoise jouée sur scène dû au fait que les traducteurs québécois ne traduisent que rarement à partir du texte d'origine, et préfèrent traduire à partir d'une adaptation française, ce qui entraine une grande dilution de l'œuvre d'origine car, étant donné la dilution entreprise par l'adaptation de la traduction française, la traduction québécoise, elle, se retrouve loin du message d'origine du texte d'origine allemand. On se heurte donc à un obstacle de taille face à l'enjeu déclenché par cet intérêt grandissant pour le théâtre allemand, à savoir s'il est possible de traduire un texte allemand pour la scène québécoise tout en restant fidèle au message d'origine du texte.

### Musique
La musique germanique a joué un rôle majeur dans l'histoire de la musique, à tel point qu'une période classico-romantique, instrumentale, dramatique et tonale, correspondant en gros à la suprématie germanique (1760-1910). La musique germanique est le fait aussi bien de compositeurs natifs de l'Allemagne que de l'empire d'Autriche comme Haydn, Mozart et Schubert, tant il existe une unité de style et d'inspiration.

#### Histoire de la musique

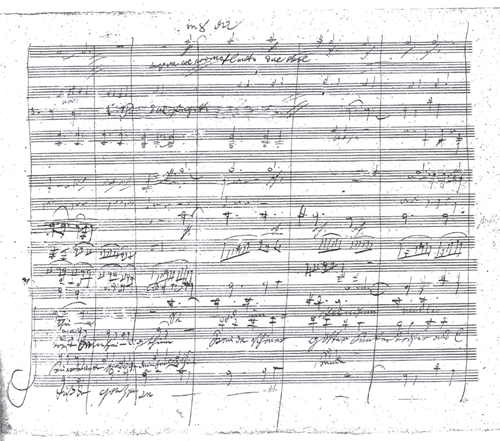
Ludwig van Beethoven Symphonie no 9 en ré mineur op. 125 — Partition autographe, 4e mouvement

L'Allemagne est avec l'Autriche la patrie de la musique par excellence. L'origine de la musique en Allemagne est conjointe avec celle de la poésie : influencés par les troubadours de la France médiévale, les Minnesänger étaient des poètes qui s'accompagnaient de musique voire chantaient leurs œuvres. Les plus anciennes canzones de ces Minnesänger remontant à 1150, mais il faut attendre le XIIIe siècle, pour que l'on puisse parler d'une vraie tradition poético-musicale. Parallèlement, un certain nombre d'artisans, amateurs de musique, décident de s'organiser en corporation : ce sera la naissance des Meistersinger, ou maîtres-chanteurs, le plus connu étant le grand poète allemand de la Renaissance, Hans Sachs.
Bien que l'on ait ici la marque d'une tradition musicale allemande, il faudra attendre la réforme de Martin Luther, et l'apparition du choral luthérien, pour que cette tradition s'affirme comme l'une des plus importantes de la musique européenne. En effet, le choral luthérien, au travers de représentants comme Johann Walter achève de faire de l'allemand une langue chantable, au même titre que le latin ou l'italien. C'est d'ailleurs au XVIIe siècle, qu'apparaît le premier exemple d'un opéra allemand, Dafne de Heinrich Schütz, soit à peu près à la même époque que les premiers opéras français et italiens. Dans son sillage, Reinhard Keiser qui finit sa vie à Hambourg compose de nombreux opéras. La musique instrumentale n'est pas en reste, avec l'apparition des premiers grands maîtres d'orgue que sont Johann Pachelbel et Dietrich Buxtehude.
La musique baroque doit beaucoup à Georg Friedrich Haendel, né à Halle en 1685 mais dans la majeure partie de la carrière se déroula à Londres. On lui doit des œuvres aussi connues que Le Messie ou la Water Music. Johann Sebastian Bach, autre musicien de la période baroque, né lui aussi en 1685, mais à Eisenach est le maitre de la forme pure. Compositeur prolifique de musique religieuse, sa musique n'a aucun rapport avec les mélodies populaires. Elle se caractérise par une forme pure et intériorisée. Georg Philipp Telemann, ami de Haendel est influencé par les musiciens français et italiens. Il compose des œuvres de musique de chambre, des œuvres religieuses et des opéras. Le second fils de Bach, Carl Philipp Emanuel Bach donne son essor à la forme sonate.
Au milieu du XVIIIe siècle, l'école de Mannheim contribue à mettre au point la forme moderne de la symphonie. Influencé par cette école, Christoph Willibald Gluck écrit des opéras épurés. Alors qu'il séjourne à Paris, il déchaine à la fois l'enthousiasme et la fureur des partisans de l'opéra italien dans la fameuse querelle des Gluckistes et des Piccinnistes. On assiste de fait à l'avènement d'une nouvelle période, classique, de l'histoire musicale allemande. Ère qui s'exprime notamment au travers de trois grandes individualités. Haydn fixe la forme classique de la symphonie, du quatuor à cordes et de la sonate pour piano. Le second des trois classiques de Vienne, Mozart porte ces formes musicales à leur perfection. Il est l'auteur d'opéras majeurs parmi lesquels Don Giovanni, Les Noces de Figaro et le singspiel La Flûte enchantée. Né en 1770 à Bonn, Ludwig van Beethoven possède un langage d'une grande expressivité qui contribue à dissoudre la rigueur formelle au profit du sentiment et de l'expression. En utilisant les dissonances notamment dans ses derniers quatuors et sonates pour piano, il manifeste son opposition aux normes classiques, et introduit de nouvelles harmonies annonçant le romantisme. Ses œuvres pour piano, ses symphonies, son unique opéra Fidelio sont en même temps des sommets de la musique classique.
Parallèlement à ce classicisme, commence à s'affirmer progressivement une école romantique, de la musique allemande. Et, ce notamment chez les compositeurs de lieder : la poésie romantique les pousse en effet, à l'instar de Reichardt, à rechercher de nouvelles harmonies. À cette recherche s'ajoutent les théories de nombre de philosophes romantiques, comme Schelling ou Schopenhauer, qui tiennent la musique pour un art supérieur, apte à contenir tous les autres. D'où l'affirmation d'une nouvelle ère de la musique allemande, que l'on peut qualifier de romantique, bien que pour certains, en tant que concepts stylistiques, le classicisme et le romantisme ne font largement qu'un. Carl Maria von Weber est le premier grand nom de cette nouvelle ère : son opéra, les Freischütz (1815) étant généralement considéré comme le premier opéra romantique. De son côté, Franz Schubert porte ainsi la musique romantique à son apogée au travers de sa musique de chambre, de ses compositions pour piano et de ses lieder. Robert Schumann à sa suite, se voulant un équivalent musical de Jean Paul et de Hoffmann va concrétiser pleinement l'idéal de musique romantique. Après 1850 et le Vormärz, la musique romantique allemande atteint sa pleine maturité. Richard Wagner développe ainsi une nouvelle conception de la musique. Il se considère d'abord comme un poète et un théoricien s'exprimant par le moyen du théâtre lyrique. Il se sert de toutes les formes d'expression pour donner corps au monde idéal qui vit en lui. Dans ses écrits théoriques, il affirme sa volonté de créer une œuvre d'art totale (gesamungkeit). Installé à Weimar, Franz Liszt participe également, au travers de ses poèmes symphoniques, de sa Sonate en si mineur et de ses pièces pour piano, de ce romantisme musical parvenu à maturité.
Anton Bruckner, né dans l'empire d'Autriche, compose des symphonies considérées comme emblématiques de la fin du romantisme par leur langage aux riches harmonies, par leur polyphonie complexe et par leur durée considérable. Il mène carrière aussi bien en Allemagne qu'en France. À la fin du XIXe siècle, Gustav Mahler, compositeur juif autrichien de Bohême, est à la fois un grand chef d'orchestre et grand compositeur. Il se consacre presque exclusivement au lied et à la symphonie, unissant ces deux genres. Hugo Wolf, né dans l'actuelle Slovénie développe un langage musical nouveau qui fait la liaison entre le romantisme et le dodécaphonisme. À cheval sur deux siècles, Richard Strauss excelle dans le poème symphonique et dans l'opéra.
Sous la République de Weimar, c'est à Berlin que naît la première radio permanente en 1924. Les Allemands accèdent également au son enregistré grâce à une technologie nouvelle : l’enregistrement électrique des disques. C’est aussi l’époque où s'illustrent de grands chefs d’orchestre comme Erich Kleiber, Otto Klemperer, Wilhelm Furtwängler.

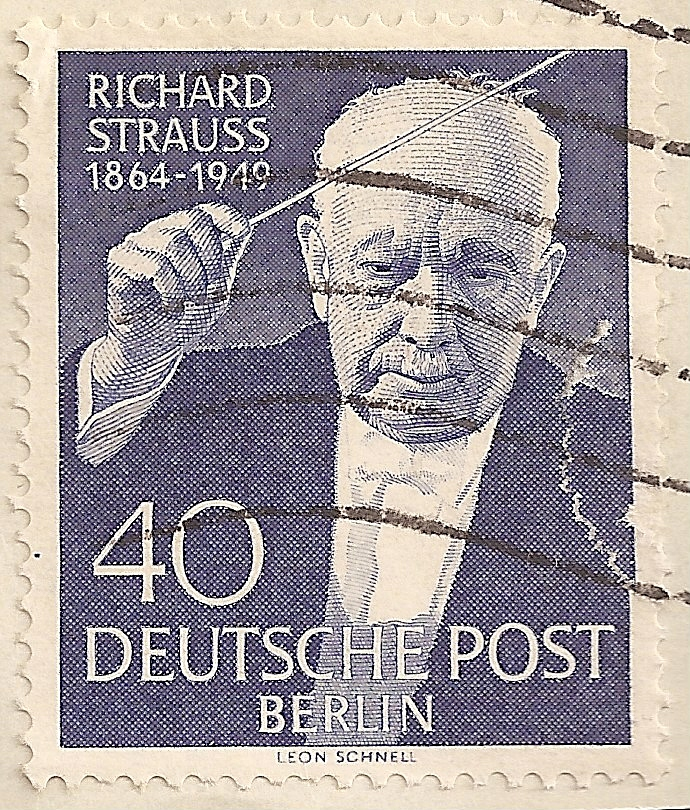
Richard Strauss timbre

Le XXe siècle fut, du moins dans sa première partie, un siècle riche pour l'histoire musicale allemande. La seconde école de Vienne Arnold Schönberg, Alban Berg et Anton von Webern révolutionne la musique classique en composant de la musique atonale, basée sur l'invention d'un procédé de composition à douze sons, dit dodécaphonique. Le compositeur Kurt Weil, d'abord attiré par les musiques sérielles, avant que de collaborer avec le dramaturge Brecht, est fortement influencé par le jazz. Le patrimoine musical souffre ensuite de l'avènement du nazisme. Les compositeurs bannis par le régime, tel que Franz Schreker, ne retrouveront jamais leur popularité d'antan, cependant que les musiciens accusés de complicité avec le régime comme Richard Strauss, Carl Orff, le chef d'orchestre Herbert von Karajan de nationalité autrichienne, voire Richard Wagner victime posthume de l'intérêt d'Adolf Hitler à son égard, peineront à se réhabiliter.
Helmut Lachenmann, Hindemith qui influence Wolfgang Fortner, Hans Werner Henze, Kagel, Wolfgang Rihm, élève de Fortner, Holliger et Bernd Alois Zimmermann sont les principaux compositeurs allemands après 1945. Karlheinz Stockhausen, pionnier des musiques électro-acoustiques, est sans doute le plus connu des compositeurs allemands de musique sérieuse.

#### Autres formes de musique
Le rock allemand est indissociable de la guerre froide, de la contestation des années 1960, de la montée des mouvements pacifistes en Allemagne de l'Ouest. À la fin des années 1960, le premier tube international venu de la RFA, The Witch, interprété par les Rattles parvient à la seconde place du top anglais. En 1968 est ainsi organisé le premier festival de rock allemand à Essen.
Mais c'est surtout la jonction entre les musiques populaires anglo-saxonne, et les idéaux avant-gardistes inspirés de l'agit-prop brechtienne qui va donner au rock allemand ses lettres de noblesse.

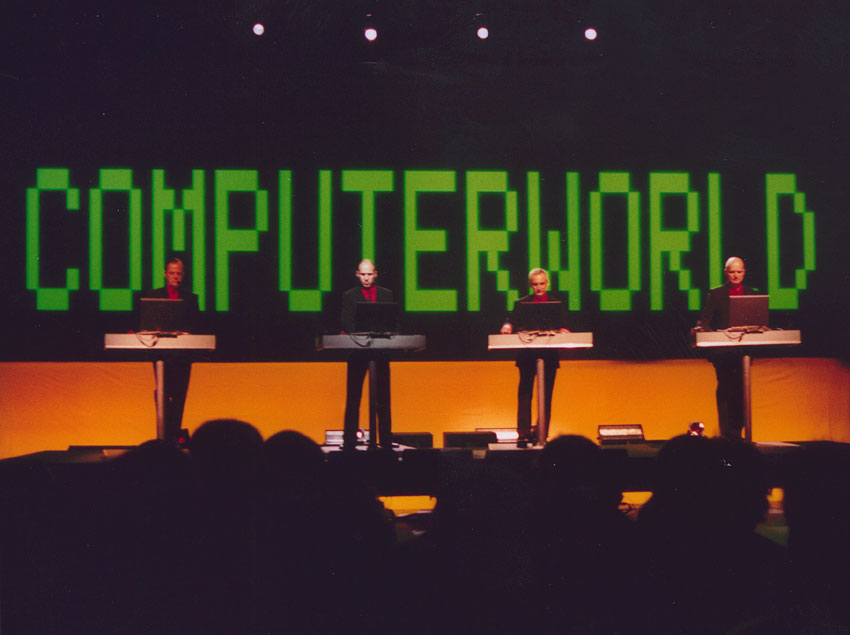
Kraftwerk.

Le Krautrock se caractérise par de longues œuvres (en général plus d'une dizaine de minutes) aux sous-entendus métaphysiques (l'une des pièces principales de ce mouvement s'intitule Faust IV), et dont l'harmonie résulte d'une fusion entre le rock, et les récentes recherches des compositeurs de musique sérieuse (en particulier la musique électro-acoustique de Karlheinz Stockhausen) Les groupes phares du Krautrock sont Can (Ege Bamyasi en 1972), Tangerine Dream (Electronic Meditations en 1970), Faust, Neu!.
Dans les années 1980, une nouvelle génération de rockers, plus formatée, fait son apparition. Un groupe de Hanovre, Scorpions, enchaîne les tubes hard FM: Still Loving You en 1984, No One Like You en 1982.
Aujourd'hui, certains artistes allemands se sont internationalisés grâce à une musique plus moderne, à l'image de Rammstein, ou plus récemment les groupes de rock Killerpilze, Nevada Tan (récemment renommé Panik), LaFee, Debbie Rockt, Tokio Hotel, etc.
La musique pop allemande, peu connue en France occupe une place de plus en plus importante sur le marché du disque allemand. Les groupes pop les plus connus outre-Rhin sont Wir sind Helden dont la musique aborde des genres variés, Juli, Lali Puna et Silbermond, plus proche du rock. Xavier Naidoo s’inspire avec bonheur de la soul et du rap américains. À partir des années 1990, la musique pop allemande aborde tous les genres comme le grunge (Le groupe Selig), le hip-hop et le rock (les H-Blockx), le jazz et le rap (le groupe Jazzkantine).
La création de la Pop-Akademie de Bade-Wurtemberg à Mannheim favorise le développement de cette forme de culture ainsi que son déploiement hors des frontières.
L'Allemagne compte des musiciens de jazz de renommée internationale : Gebhard Ullmann, Peter Brötzmann, Günter Sommer, le tromboniste Albert Mangelsdorff, l’organiste Barbara Dennerlein et le groupe de Klaus Doldinger.
Les festivals de jazz de Francfort (mars), Stuttgart (avril) et Berlin (octobre) attirent les foules. Sans oublier le petit, mais courageux festival de Moers, où l'avant-garde du jazz mondial se donne rendez-vous tous les ans à la Pentecôte, depuis 1972.

### Danse

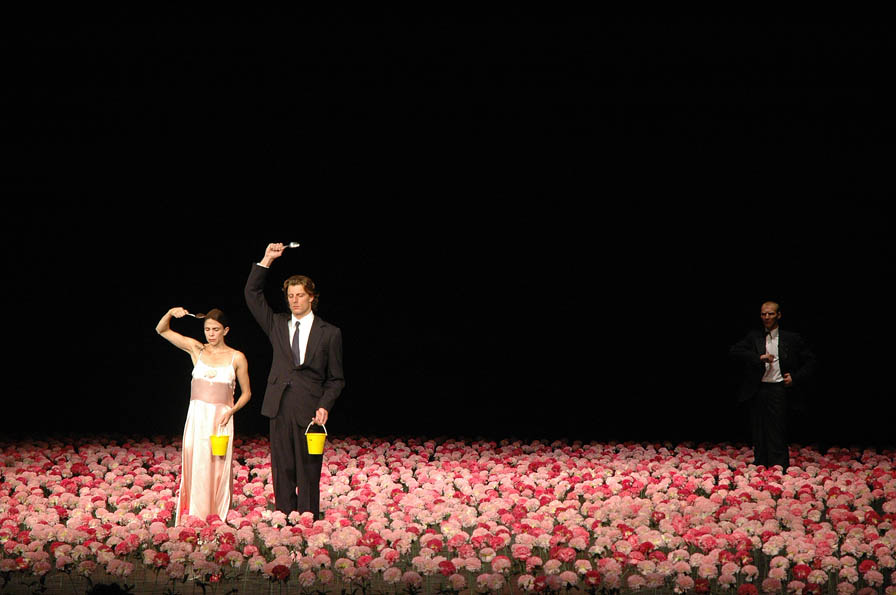
Nelken - Les Œillets (1982) de Pina Bausch en 2005.

Avant la Seconde Guerre mondiale, Rudolf Laban a été un grand novateur dans le domaine de la danse moderne. Il a conçu l'un des codes de notation du mouvement, la Labanotation, les plus utilisés dans le monde. Son élève, Mary Wigman, fonde à Dresde une école à la renommée internationale. Elle cherche à affranchir la danse de la musique et des contraintes de l'école. Kurt Jooss, d'abord assistant de Laban est l'auteur de célèbres chorégraphies comme Perséphone en 1934, sur une musique d’Igor Stravinsky, Pandora en 1944. Il faut aussi citer Harald Kreutzberg, célèbre danseur expressionniste et chorégraphe.
Dans les années 1970, la danse a connu une véritable mutation.
Un grand nom se détache de la danse allemande avec la chorégraphe Pina Bausch qui révolutionna la danse contemporaine dans les années 1970, notamment en introduisant les techniques théâtrales dans ses chorégraphies, dans un mouvement artistique appelé Tanztheater. Pina Bausch est considérée internationalement comme une fondatrice majeure de la discipline. Dans le sillage de Pina Bausch, Reinhild Hoffmann et Susanne Linke, formées comme elle à l'école Folkwang d'Essen ont acquis une renommée internationale.
La relève est actuellement assurée par la chorégraphe Sasha Waltz, qui fut notamment codirectrice de la Schaubühne am Lehniner Platz de 1999 à 2004. Aujourd'hui, l'Allemagne compte plus de 250 compagnies de ballet.
Festivals :* Balfol,* German Dance Platform

### Cinéma

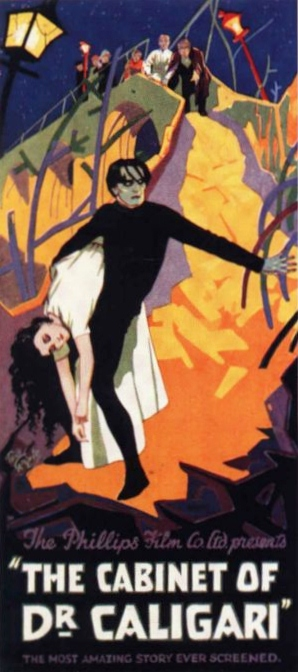
Affiche du Cabinet du docteur Caligari

Le cinéma connaît une rapide expansion dès sa naissance. En 1914, il existe 3 000 salles dans toute l'Allemagne. Les studios de Babelsberg, fondés en 1911, sont parmi les premiers studios cinématographiques construits en Europe. L'UFA, fondée en 1917, acquiert les studios en 1922. Les années 1920 voient le triomphe du cinéma expressionniste. Le premier chef-d'œuvre du genre est Le Cabinet du docteur Caligari de Robert Wiene en 1919. Fritz Lang réalise Le Docteur Mabuse et Friedrich Wilhelm Murnau le célèbre Nosferatu le vampire et Le Dernier des hommes. L'année 1926 est celle du mythique Metropolis de Fritz Lang. En 1931, celui-ci produit son premier film parlant, M le maudit, qui est un autre sommet de son œuvre. Durant les années 1920, on assiste au développement du cinéma réaliste. Georg Wilhelm Pabst crée La Rue sans joie et Loulou. En 1930, Marlène Dietrich accède à la célébrité avec le film L'Ange bleu du réalisateur Josef von Sternberg. L'arrivée du nazisme brise l'élan créateur du cinéma allemand. De nombreuses personnalités de premier plan émigrent aux États-Unis. Quelques films de propagande, comme ceux de Leni Riefenstahl sont tournés ainsi qu'un grand nombre de films pour la plupart sans intérêt mais destinés à distraire le public allemand. Après la guerre, le cinéma allemand connaît une longue traversée du désert. Le renouveau du cinéma allemand n'intervient que dans les années 1960. Werner Herzog, Volker Schlöndorff sont les premiers réalisateurs à bénéficier d'une notoriété internationale. Rainer Werner Fassbinder met en scène, à partir des années 1970, de nombreux films importants comme Tous les autres s'appellent Ali, en tout une vingtaine d'œuvres diverses, toutes nimbées d'amertume. Parmi les réalisateurs actuels de rayonnement international, Wim Wenders a réalisé, entre autres, les films Paris, Texas et Les Ailes du désir. Wolfgang Becker a connu un succès international en 2003 avec Good Bye, Lenin!. La Vie des autres, sorti en janvier 2007 et réalisé par Florian Henckel von Donnersmarck, a obtenu le césar ainsi que l'Oscar du meilleur film étranger. Le soutien financier du cinéma allemand s'effectue au niveau des Länder. Chaque Land y voit un instrument de promotion pour sa région et finance les films qui sont tournés sur place.
Berlin est une des capitales du cinéma européen. Il s'y déroule depuis 1951 le festival international du film de Berlin appelé aussi Berlinale. La première édition de juin 1951 avait été ouverte par le film Rebecca d'Alfred Hitchcock. Aujourd'hui, le festival draine 4 000 journalistes et 200 000 spectateurs sur deux semaines. Les Studios de Babelsberg, près de Berlin, très modernes, attirent les réalisateurs du monde entier. De plus, leurs tarifs sont actuellement 10 % moins chers que ceux d'Hollywood. La ville s'apprête aussi à se doter d'un boulevard des stars sur le modèle de la Walk of Fame à Hollywood. Les noms des personnalités marquantes du cinéma allemand apparaîtront dans des ellipses anthracite en terrazzo (ciment et marbre poli) incrustées dans le sol, parsemées de poudre d'or et de pastilles de verre synthétique, le tout éclairé par en dessous.

### Photographie
L'histoire de la photographie allemande, en tant qu'objet artistique, remonte à la fin du XIXe siècle. En 1900 se crée un mouvement pour distinguer la photographie d'art et la photographie d'intérêt journalistique. À cette époque, la photographie artistique s'inspire fortement de l'art pictural tandis que la photographie journalistique se développe de son côté. Durant les années 1920, se crée un nouveau mouvement La Nouvelle vision qui s'apparente au mouvement artistique de la Nouvelle Objectivité et rejette les conceptions de la photographie artistique de 1900. Les artistes sont aidés par les progrès techniques qui permettent, grâce à des appareils plus petits et plus maniables, une création plus spontanée. Le Bauhaus favorise le développement de ce mouvement grâce à László Moholy-Nagy, maître titulaire en 1923. Sous le Troisième Reich, la photo sert les intérêts du totalitarisme au pouvoir (voir par exemple l'œuvre de Leni Riefenstahl). Les photographes de l'après-guerre veulent témoigner de la destruction et de la reconstruction de leur pays : ils réalisent tout une série de clichés sur l'Allemagne en ruine, le retour des soldats chez eux et les efforts de reconstruction. En 1950, le premier salon mondial de la photographie est organisé à Cologne. Le thème de l'exposition est la Photographie suggestive qui tente un retour vers une photographie plus proche de l'art pictural. Les œuvres exposées s'inspirent de la peinture abstraite.
La photographie allemande est représentée par quelques noms de renommée internationale: Martin Munkácsi (1896-1963), Albert Renger-Patzsch (1897-1966) de la Nouvelle Objectivité, Heinz Hajek-Halke (1898-1983), Otto Steinert (1915-1978), Peter Keetman (1916-2005), Helmut Newton (1920-2004) dont on peut admirer les œuvres au « Museum für Fotografie » de Berlin, Barbara Klemm (née en 1939). Parmi les photographes contemporains, il convient de citer Bernhard et Anna Blume, Bernd et Hilla Becher, Nils-Udo et Thomas Demand.
De nombreux musées, parties de musées, et galeries sont consacrés à la photographie. Mais les musées nationaux, qui durant les années 1970, consacraient des salles et des expositions à ce média semblent au XXIe siècle se désintéresser de cette forme d'art. Le flambeau est repris par des musées régionaux comme le Ruhrlandmuseum d'Essen ou le musée du travail de Hambourg.
L'Allemagne est aussi réputée pour ses écoles de photographie. L’École Supérieure d’Arts graphiques et d’Arts du Livre de Leipzig (Hochschule für Graphik und Buchkunst) est la plus ancienne Académie d’Allemagne. On y a créé, en 1913, la première chaire de photographie d’art. Après 1945, comme elle est située en RDA, elle devient l’école de photographie la plus importante des États du Pacte de Varsovie. En RFA, la plus grande école est l’École des beaux-arts de Düsseldorf.
Deux grands prix de renommée internationale sont décernés en Allemagne : le prix culturel de la Société allemande de photographie et la médaille David Octavius Hill.

## Vie culturelle en Allemagne

### Pratiques culturelles
La fréquentation théâtrale est grande en Allemagne puisqu'on dénombre 35 millions de spectateurs par an, pour 100000 représentations théâtrales et 7000 concerts. On compte en Allemagne 185 théâtres subventionnés. Ils disposent de leurs propres troupes, de leurs propres ateliers et présentent des spectacles variés : ballets, théâtres, opéras... Cependant les frais fixes absorbent en moyenne 85 % du budget, ce qui limite les possibilités de création.

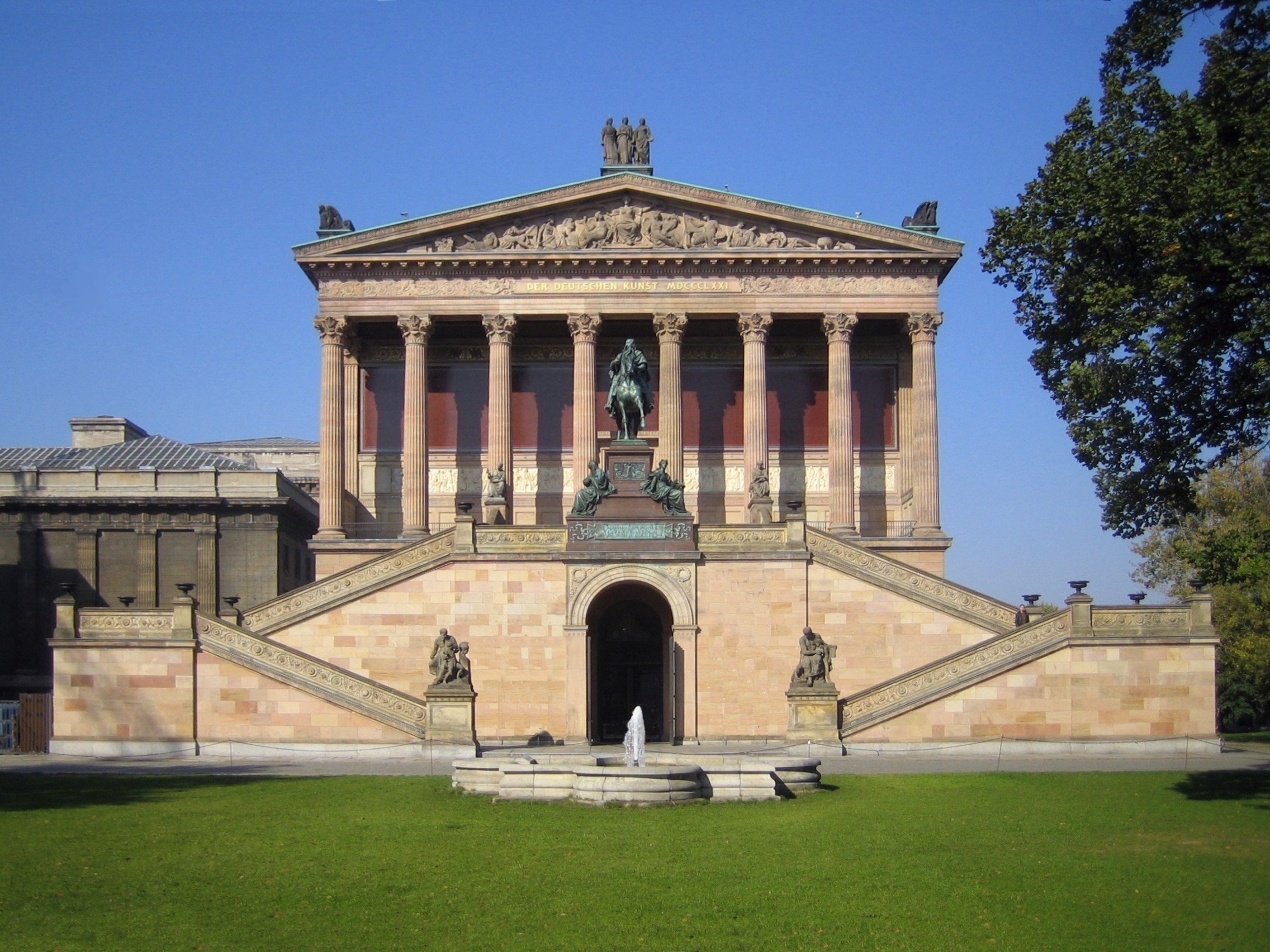
Alte Nationalgalerie, un des musées de l'île des musées à Berlin

L'Allemagne possède également un important réseau de musées (près de 600 musées) qui exposent des collections concernant des œuvres d'art classiques ou contemporaines, mais aussi des collections historiques ou ethnographiques. Les villes les plus richement pourvues sont Munich, Dresde, Cologne et Berlin avec sa célèbre Île aux musées. Mais l'Allemagne continue à enrichir l'éventail présenté au public en créant de nouveaux musées comme ceux de Leipzig ou Stuttgart
La renommée des arts plastiques allemands est assurée par la Documenta, une des plus grandes expositions d’art contemporain dans le monde qui a lieu tous les cinq ans à Cassel pour une durée de cent jours.
C'est en Allemagne que l'imprimerie a été inventée par Johannes Gutenberg au milieu du XVe siècle. Elle conserve encore aujourd'hui un goût marqué pour la littérature en éditant ou rééditant près de 80 000 œuvres chaque année. Ce goût se manifeste par l'ouverture en 2005 d'un Musée de la Littérature Moderne à Marbach am Neckar, ville de naissance de Friedrich von Schiller et cœur des Archives littéraires allemandes (Deutsches Literaturarchiv) depuis 1955. On peut y admirer un manuscrit du livre Le Procès de Franz Kafka, Berlin, Alexanderplatz » de Döblin, Karusell (Carrousel) de Rilke, Steppenwolf (Le Loup des steppes) de Hermann Hesse, Sein und Zeit (Être et Temps) de Heidegger, Rosenkavalier (Cavalier à la rose) de Hofmannsthal, Émile et les Détectives (Emil und die Detektive) de Erich Kästner ainsi que 1 400 autres éléments rappelant l’identité culturelle du pays. La Foire du livre de Francfort est une des rares manifestations du genre à caractère international

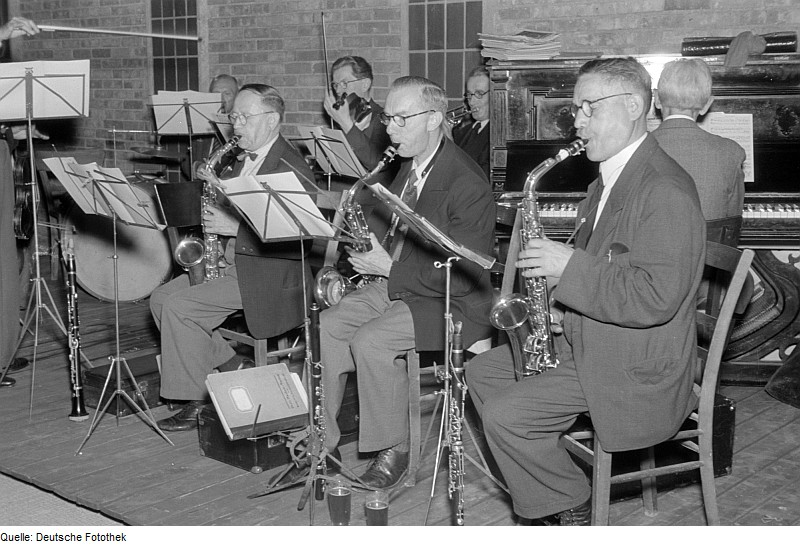
Festabend, « concert de soirée » dans l'Allemagne occupée d'après-guerre, en août 1946.

De façon générale, les Allemands sont très attachés à leur patrimoine musical et contribuent activement à le faire vivre. Le pays compte en effet près de 140 orchestres professionnels, 25 000 orchestres amateurs, 40 000 chorales et on dénombre près de 300 000 personnes vivant de la musique (interprètes, professeurs, éditeurs). Les conservatoires supérieurs (Musikhochschulen) ont un niveau d'excellence de renommée internationale, au premier rang desquels l'Orchestre philharmonique de Berlin, la Staatskapelle de Dresde, l'Orchestre du Gewandhaus de Leipzig, l'Orchestre symphonique de la Radiodiffusion bavaroise et l'Orchestre philharmonique de Munich. Parmi la multitude de festivals, certains s'attachent à un compositeur en particulier, comme Bach en Thuringe en mars, Wagner à Bayreuth en juillet. De nombreux concours encouragent l'activité musicale dont le plus célèbre est « La jeunesse fait de la musique ». La musique est une matière obligatoire dans les écoles d'enseignement général et près d'un jeune sur quatre fait de la musique (instrument ou chant choral). L'Allemagne est de tradition un fabricant d'instruments de musique spécialement dans la région de Vogtland et à Mittenwald.

### Politiques culturelles
La culture est le domaine réservé des Länder, et l'une de ses vitrines. Les régions ont ainsi très à cœur de développer leur politique culturelle. Par exemple le Bade-Wurtemberg fonde son image sur la vitalité de son activité culturelle. La culture peut servir aussi à redorer l'image des pays noirs en pleine reconversion. C'est le cas du bassin de la Ruhr qui, grâce à un programme d'aménagement de son territoire, à l'organisation de manifestations artistiques et culturelles et au développement de ses universités et musées est devenue un pôle culturel d'importance.

#### Politiques publiques concernant le cinéma
En 1951, les Länder créent la Filmbewertungstelle dont le siège est à Wiesbaden, une institution qui classe les films en décernant les labels « wertvoll » (valable) et « besonders wertvoll » (particulièrement valable).

#### Politiques fédérales
Cependant, il semble de plus en plus évident[réf. nécessaire] qu'une politique culturelle nationale doit voir le jour à côté des politiques régionales. Le poste de ministre d’État chargé de la culture a donc été créé en 1998 suivi de la Fondation culturelle de la Fédération. Cette fondation indépendante subventionne les projets culturels d'envergure internationale (manifestations culturelles, créations artistiques).
Pour promouvoir la culture allemande au niveau européen, le conseil supérieur allemand de la culture a été créé. C'est la principale des associations culturelles fédérales. Elle se veut l'interlocutrice entre la Fédération et l’Union européenne dans toutes les affaires culturelles.

### Éducation et culture
En tant que pays de culture, l'Allemagne a une vieille tradition universitaire. Déjà au Moyen Âge, les universités de Cologne, Heidelberg ou Greifswald étaient réputées dans toute l'Europe. Après sa défaite cinglante à Iéna et à Auerstedt en 1806, la Prusse commence à réformer ses universités sous l'impulsion de Wilhelm von Humboldt. Pour celui-ci, l'université est non seulement le lieu privilégié d'accès à la recherche et à la connaissance mais également un lieu où l'on doit recevoir une « éducation à la nation ». L'idée de Humboldt selon laquelle l'université doit associer recherche et enseignement s'exporte hors des frontières prussiennes. Depuis, l’Université allemande incarne un idéal pour les universitaires de haut niveau.
La notion de culture est perçue de façon différente en France et en Allemagne.
En France, la culture désigne plus une connaissance « intellectuelle », individuelle. En Allemagne, les deux sens, individuel et collectif, sont exprimés par deux mots distincts : Bildung et Kultur. La définition de la culture individuelle ou culture générale correspond au mot Bildung. Elle correspond à un patrimoine social, artistique, éthique appartenant à un ensemble d’individus disposant d’une identité. Kultur, correspond plutôt en français à l’une des acceptions de civilisation. Le philosophe Johann Gottfried von Herder est l'auteur du concept de « l'Esprit du Peuple » : ce sont les traditions populaires d'un pays qui fondent sa culture et son histoire. Cette théorie, en rupture avec l'universalisme, est à l'origine de la Bildung. Au XVIIIe siècle, ce concept désignait le savoir et sa relation avec la construction personnelle de l'individu. Il est devenu aujourd'hui l'ensemble des apports (savoir, valeurs, mode de pensée, compétences) permettant de comprendre et maîtriser la culture.
Au départ réservé à l'élite du pays, la Bildung concerne désormais tous les élèves. Elle est devenue non seulement une attitude mais aussi un objectif scolaire. Dans le contexte de l'Europe et même de la mondialisation, la notion de Bildung a beaucoup évolué puisqu'elle comprend une ouverture au monde de plus en plus grande. Ceci implique une remise en cause et une évolution des politiques éducatives.
Celles-ci montrent actuellement un fort intérêt pour le suivi des résultats de l’apprentissage au moyen de « Bildungsstandards » nationaux et des études comparatives internationales (les PISA de l'OCDE). Les résultats moyens atteints par les élèves allemands ont fait l'objet de nombreux débats.

### Culture alternative
La culture alternative s'est développée dans le sillage des mouvements de contestation de 1968. Elle atteint un apogée dans les années 1980 avec le mouvement punk. Nina Hagen, issue de cette mouvance a même atteint le statut de vedette internationale. Les milieux de la contre-culture développent des espaces de vie autonomes comme les squats. Aujourd'hui, on peut les rencontrer aussi bien à l'est qu'à l'ouest. Ils s'expriment au travers de théâtres et de galeries d'art privées, de bar dans les appartements. La ville phare de la culture alternative est Berlin, principalement dans le quartier de Prenzlauer Berg et de Friedrichshain. La techno, mouvement musical de contre-culture, devenu très populaire est très importante en Allemagne.Certains DJ ont une notoriété qui dépasse les frontières.
Les Kulturfabrik la croisée de la culture alternative et d'une culture plus reconnue. Les plus emblématiques se trouvent à Berlin et Cologne. À Berlin le centre Tacheles est installé dans un ancien immeuble de bureau du Mitte. On y trouve de nombreux ateliers d'artistes. S'y déroulent des performances d'artistes, des concerts, des expositions. On peut aussi citer RAW-Tempel dans le quartier de Friedrichshain avec ses studios d'enregistrement, ses ateliers de sculpture, La Kulturbrauerei à Prenzlauer Berg: théâtre, concerts, ateliers de peinture. Les artistes paient des loyers très bas. Aussi les Kulturfabrik ne peuvent survivre que grâce aux subventions publiques et au mécénat. Pour se financer, la Kulturbrauerei a ouvert des espaces commerciaux dans ses locaux.

## Rayonnement culturel allemand
Dès le XVIIIe siècle, alors que les Allemands sont encore divisés en de nombreux États, la culture allemande se développe en Russie. La première université russe, fondée à Moscou en 1750 est allemande. À partir du règne de Nicolas Ier, la germanisation de l'administration, de l'éducation, et de l'armée est, d'après Albert Camus systématique.
Aujourd'hui le rayonnement culturel de l'Allemagne est essentiellement assuré par les Instituts Goethe dont la mission principale est de promouvoir l'apprentissage de la langue allemande, d'encourager le rayonnement de la culture allemande et favoriser la coopération culturelle internationale. Ils sont présents dans 80 pays grâce à 144 instituts (dont seize en Allemagne) et compte quelque 3 300 employés. Ils sont financés par le gouvernement fédéral de l'Allemagne. Le Goethe-Institut sert aussi la politique économique allemande. Ainsi, Berlin a fermé des Instituts Goethe en France et en Amérique latine pour pouvoir en ouvrir dans les PECO. Alors même que la RFA cherche à faire d’importantes économies budgétaires, elle fait du développement des instituts une véritable priorité culturelle et économique dans le but de réactiver son implantation dans les vieilles terres d’influence allemande. L'Allemagne a d'autre part signé des traités bilatéraux avec la Hongrie, la Roumanie, la Russie et la Pologne pour aider les communautés allemandes restées dans ces pays après la guerre à faire vivre la culture et la langue allemande. En France, le principal vecteur de la culture allemande est la chaine franco-allemande Arte mais son audience reste confidentielle.
Cependant le rayonnement culturel allemand par le biais des institutions culturelles reste modéré. Les vecteurs culturels allemands (philosophie, musique classique) ne s'adressent qu'à une élite. Même le cinéma allemand est un cinéma d’auteur. De plus, l’Allemagne n’a pas eu de vaste empire colonial qui perpétue outre-Germanie la culture allemande. Enfin, à cause de son passé récent, durant lequel la conquête de l'Europe a été associée à un culte de la langue pure, les gouvernements actuels hésitent à développer une politique de défense et de promotion de la langue allemande et laissent les emprunts à l'anglais s'installer.
Le rayonnement d'une culture plus populaire s'opère par d'autres canaux, principalement par les médias et les circuits économiques. Il s'agit d'une culture « ordinaire », au sens de Michel de Certeau, c'est-à-dire « une culture qui se fabrique au quotidien, dans les activités à la fois banale et chaque jour renouvelées »(Cuche). C’est d'abord une culture basée sur la consommation et non sur une production culturelle. De plus, il s'agit d'une culture produite par des anonymes. Les mêmes produits de grande consommation sont achetés aussi bien par les couches populaires que favorisées, mais intégrés par des usages spécifiques dans des quotidiens différents. Ainsi, les enseignes de distribution de produits discount comme Aldi ou Lidl s'adressent à toutes les catégories de consommateurs, l'argument du prix attirant des clients qui tous s'y rendent faire leur course, qu'ils soient conducteurs de limousine, de cabriolet ou de simple petite voiture de bas de gamme. Ces magasins offrent des promotions hebdomadaires (le jeudi, souvent) provoquant parfois des afflux importants de consommateurs pour dénicher les bonnes affaires (Schnäppchen). La mixité sociale s'opérant uniquement sur les parkings, car une fois les biens achetés, sans marque, les individus ne rejoignent pas le même quartier. Ce type d'enseigne s'est bien installé en Europe, propageant la culture du « le principal, c'est que ce ne soit pas cher » (Hauptsache billig). La bière, le football, les produits électro-ménagers, les vêtements sportifs, tous ces biens et activités de masse qui occupent une place importante dans la culture allemande au quotidien, quels que soient les milieux sociaux, sont devenus des symboles de l'Allemagne qui ont su s'exporter à travers le monde.

## Vie quotidienne et traditions allemandes

### Traditions populaires

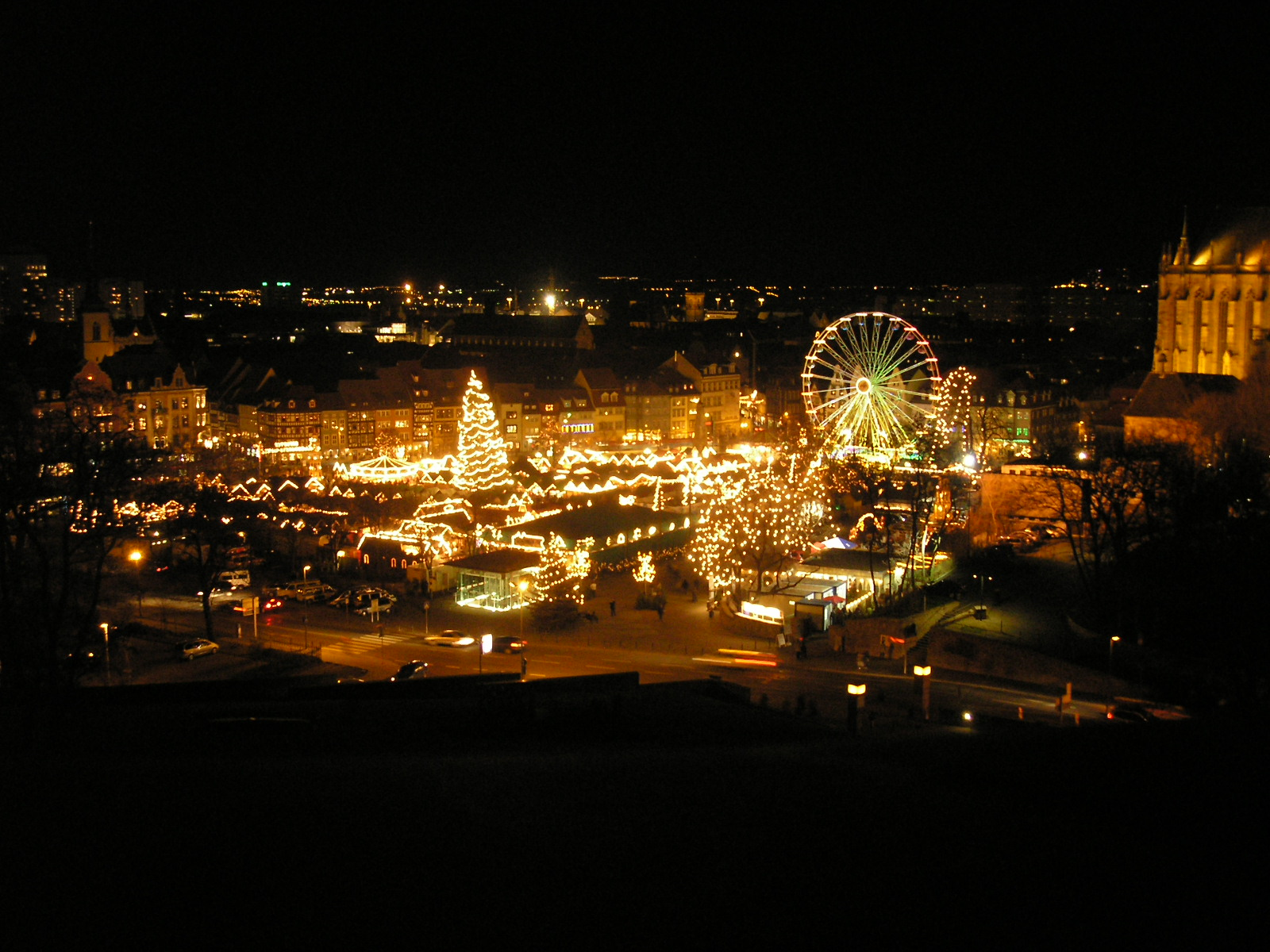
Marché de Noël à Erfurt en 2006

Noël (Weihnachten) est la fête la plus importante. Dès le premier dimanche de l'Avent, les calendriers de l'Avent et les marchés de Noël (Weihnachtsmärkte) animent les places des villes. Les plus réputés sont ceux de Nuremberg, Munich, Essen et Heidelberg. Aux étals des cabanes de bois, on peut acheter des décorations, des cadeaux, des spécialités, comme des gâteaux secs (Plätzchen) ou du pain d'épice (Lebkuchen) et bien sûr boire du vin chaud aromatisé à la cannelle (Glühwein) dont l'odeur embaume les marchés.
Les carnavals (Fastnacht/Karneval) qui commencent le mercredi des Cendres animent des grandes villes comme Düsseldorf, Munich ou Mayence. Cependant, le carnaval le plus important est celui de Cologne. Le grand cortège du « Lundi des Roses » (Rosenmontag) constitue le point fort du carnaval, avant le défilé du Mardi-Gras et le grand bal qui clôturent la semaine.
Pâques est aussi riche en traditions. En Allemagne, c'est le lièvre de Pâques qui apporte friandises et cadeaux le dimanche de Pâques. La veille, les enfants déposent pour lui, dans un nid qu'ils ont préparé, une carotte en guise de cadeau. En Bavière, on décore les fontaines pour Pâques. C'est la Osterbrunnen.

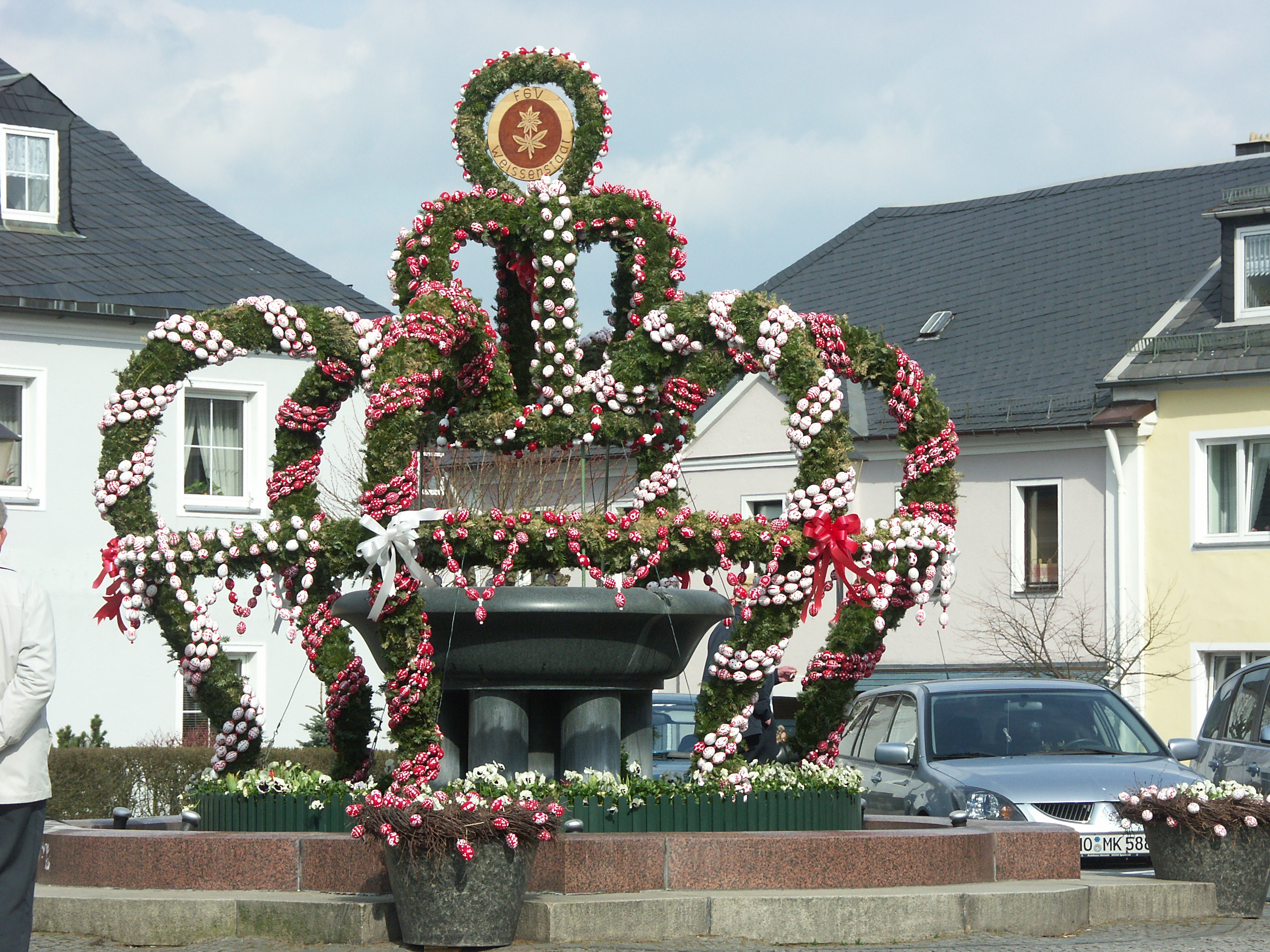
Osterbrunnen à Weissenstadt

Une autre fête moins connue à l'étranger connaît une grande popularité en Allemagne : la Walpurgisnacht. Cette fête se déroule dans la nuit du 30 avril au 1er mai et commémore une vieille légende selon laquelle, au Moyen Âge, les sorcières organisaient, cette nuit-là, un grand sabbat. De nos jours, les gens se rassemblent pour fêter le début des beaux jours, allument de grand feux et érigent l'arbre de mai. Cette tradition vient des Celtes qui peuplaient le Sud de l'Allemagne dans l'Antiquité. Ils avaient coutume de fêter le début de l'été le premier mai en dansant autour d'un arbre pour chasser les mauvais esprits. Cette coutume a donné naissance en Bavière et dans d'autres parties de l'Europe à la fête de l'arbre de mai chaque premier mai. Les villes et villages de Bavière rivalisent d'imagination pour construire le plus beau et le plus haut arbre de mai, un mât décoré par des figurines et des enseignes représentant les différents corps de métier. L'arbre est dressé au son des fanfares. C'est souvent l'occasion de danses folkloriques.
La fête de Saint-Nicolas remonte au XIIe siècle. Dès cette époque, Saint Nicolas commence à distribuer des douceurs et des cadeaux aux enfants sages alors que le père fouettard châtie les enfants désobéissants.

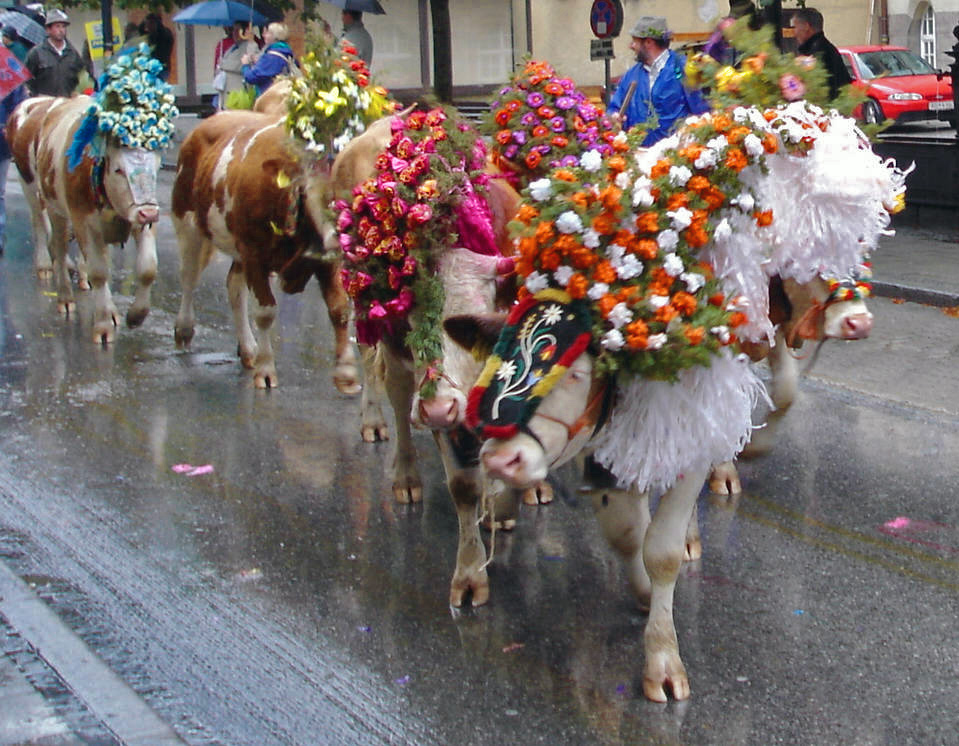
Almabtrieb à Kufstein en 2005

En Bavière, on fête la descente des vaches des alpages à la fin de l'été ou Almabtrieb.
Beaucoup de villes bavaroises organisent des fêtes de la bière, la plus connue étant celle de Munich appelée Oktoberfest qui a lieu depuis 1810. Avec six millions de visiteurs, c'est la plus grande fête populaire du monde qui commence par un défilé de plus de huit mille personnes portant le costume traditionnel. La fête de la bière dure maintenant 16 jours complets et se termine traditionnellement toujours le 1er dimanche d'octobre.
Les différentes étapes de la vie sont aussi l'objet de traditions typiquement allemandes. Par exemple, la Schultüte est un cadeau qui marque l'entrée de l'enfant à l'école primaire. Il s'agit d'un cornet renfermant friandises et jouets et affaires de classes.

### Gastronomie
L'Allemagne est davantage connue comme le pays de la bière que comme celui de la cuisine. Dans son article Y a-t-il une gastronomie allemande., Gilles Fumey déplore que les guides touristiques sur l'Allemagne accordent si peu de place à la cuisine. Pourtant, il existe, selon lui, un grand nombre de plats régionaux à base de viande, de poisson, de choux et de pommes de terre qui prouvent que les Allemands sont capables de fournir « une cuisine inventive et savoureuse ».
La bière est la boisson nationale du pays. La consommation annuelle de bière par habitant est d'un peu plus de 110 litres loin devant la consommation de vin. Celle-ci n'est cependant pas négligeable et avec 100 000 hectares de vignes et plus de cent cépages, l'Allemagne se place au 8e rang mondial de production de vin.
À cause de son découpage en Länder qui ont su développer une culture spécifique, l'Allemagne possède une grande diversité culinaire et de nombreux plats régionaux. Essentiellement traditionnelle et paysanne jusqu'au XVIIe siècle, la cuisine allemande a su évoluer grâce, d'une part à l'influence des cuisiniers français dans les grandes cours des princes allemands, d'autre part, grâce aux échanges commerciaux. Il existe, actuellement en Allemagne une haute cuisine très créative avec de grands noms comme Heinz Winkler, Johann Lafer ou Dieter Kaufmann. La gastronomie allemande possède neuf restaurants étoilés trois étoiles par le guide Michelin.

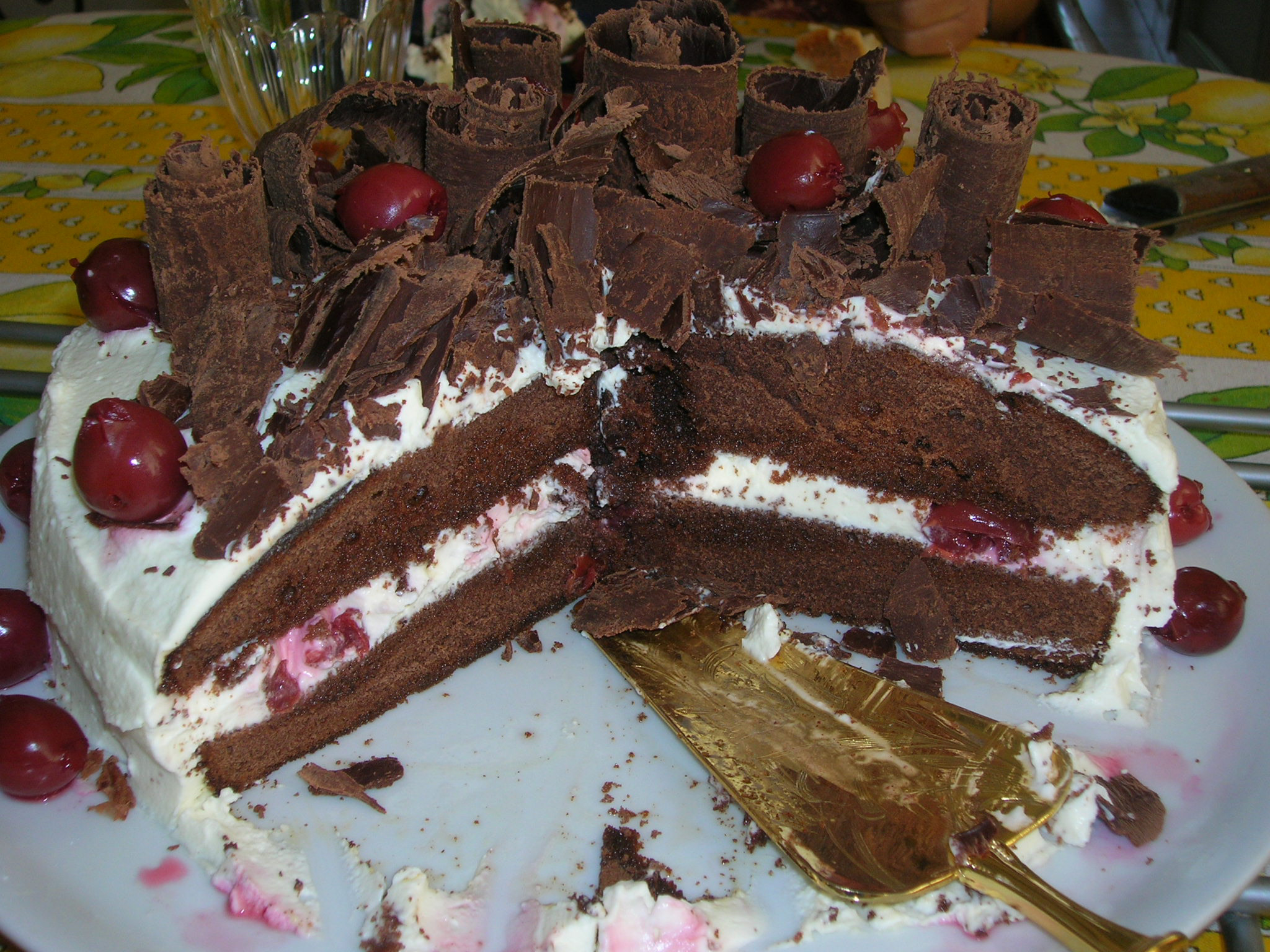
Forêt noire

Par opposition aux Français dont la cuisine reste plus académique, les Allemands préfèrent une nourriture au goût plus marqué, pratiquant le mélange de saveur et libérée de toute contrainte conventionnelle. Alors que les Français sont davantage attachés aux viandes saignantes, les Allemands ont su développer une cuisine plus longuement cuisinée comme les ragoûts, les boulettes, la choucroute ou le Saumagen vanté par Helmut Kohl. Les Français apprécient cette cuisine davantage quand elle leur est servie dans un restaurant alsacien.
Le porc occupe une place importante dans la cuisine allemande. Il est souvent accompagné de pommes de terre ou de chou. Il représente près de la moitié de la viande consommée en Allemagne. Les saucisses se déclinent sous plusieurs formes : saucisses de Nuremberg. de Francfort, de Vienne, de Strasbourg; Leberwurst de la région de Cassel, «Weißwurst» de Munich, «currywurst» de Berlin, Bragenwurst de Basse Saxe, Knackwurst du Sud-ouest de l'Allemagne (pour accompagner la choucroute), Blutwurst (boudin noir, qui se mange Himmel und Erde, c'est-à-dire Himmel pour purée de pommes [de CIEL], Erde pour purée de pommes de terre, accompagné d'oignons dorées). Mais on trouve aussi des spécialités de jambon, de jambonneau ou jarret de porc (Eisbein): Jambon de Wesphalie, de Mayence, de Forêt Noire, ou d'Ammerland, jarret de porc aux knödel à la Berlinoise (Berliner Eisbein).
Il existe aussi une cuisine allemande à base de poisson: truites, perches, carpes, brochets sont servis grillés ou en bouillon, homard et anguille agrémentent des soupes, les poissons fumés comme le corégone ou le lavaret sont servis dans les Biergarten. Parmi les poissons de la mer baltique, on peut citer le sprat de Kiel (petit hareng fumé), les harengs marinés, le maquereau, le carrelet, le turbot et le flétan.
Les Allemands sont aussi friands de gâteaux et sont devenus maîtres dans l'art de la pâtisserie.

## Patrimoine

### Musées
- Liste de musées en Allemagne
- Catégorie:Bibliothèque en Allemagne

### Liste du Patrimoine mondial
Le programme Patrimoine mondial (UNESCO, 1971) a inscrit dans sa liste du Patrimoine mondial (au 12/01/2016) : Liste du patrimoine mondial en Allemagne.

### Liste représentative du patrimoine culturel immatériel de l’humanité
Le programme Patrimoine culturel immatériel (UNESCO, 2003) a inscrit dans sa liste représentative du patrimoine culturel immatériel de l’humanité (au 10/01/2016) :
- 2016 : l’idée et la pratique d’intérêts communs organisés en coopératives[123]...

### Registre international Mémoire du monde
Le programme Mémoire du monde (UNESCO, 1992) a inscrit dans son registre international Mémoire du monde (au 10/01/2016) :
- 1999 : Les plus anciens documents sonores (cylindres d'Edison) de musique traditionnelle du monde, de 1893 à 1952
- 2001 : La Bible dite de 42 lignes de Gutenberg
- 2001 : Métropolis - Sicherungsstück Nr. 1: Négatif de la version 2001 restaurée et reconstituée
- 2001 : Ludwig van Beethoven: Symphonie no 9, d-mineur, op. 125
- 2003 : Manuscrits enluminés de la période ottonienne exécutés au monastère de Reichenau (Lac de Constance)
- 2005 : Contes de l'enfance et du foyer, Kinder- und Hausmärchen (Contes pour les enfants et les parents)
- 2005 : La Corvina (Bibliotheca Corviniana)(Allemagne, Autriche, Belgique, France, Hongrie, Italie)[124]
- 2005 : Universalis cosmographia secundum Ptholomaei traditionem et Americi Vespucii aliorumque Lustrationes
- 2007 : Letters from and to Gottfried Wilhelm Leibniz within the collection of manuscript papers of Gottfried Wilhelm Leibniz
- 2009 : La Chanson des Nibelungen, poème héroïque de l’Europe médiévale
- 2011 : Construction et chute du Mur de Berlin et le Traité de Moscou de 1990
- 2011 : Brevet DRP 37435 « véhicule à propulsion par moteur à gaz » déposé par Carl Benz, 1886
- 2013 : La Bulle d’Or (1536) - l’original des Archives nationales autrichiennes (HHStA) et le précieux manuscrit de la Bibliothèque nationale autrichienne[125]
- 2013 : La pharmacopée de Lorsch (Bibliothèque d’État de Bamberg, Msc.Med.1)
- 2013 : Manifest der Kommunistischen Partei, page brouillon manuscrite et Das Kapital. Erster Band, copie personnelle annotée de Karl Marx.
- 2013 : Le disque de Nebra
- 2015 : Le Livre des routes et des royaumes (de) (Al-Masaalik Wa Al-Mamaalik)
- 2015 : Documents illustrant les débuts de la Réforme amorcée par Martin Luther
- 2015 : La lettre en or du roi birman Alaungpaya au roi George II de Grande-Bretagne
- 2015 : Manuscrit de la h-Moll-Messe (Messe en si mineur) de Jean-Sébastien Bach

### Ouvrages généraux
- (fr) Caroline Burnand, Panorama de la culture allemande. Peinture, Musique, Cinéma, Ellipses, 1997
- (fr) Collectif, Le grand guide de l'Allemagne, Gallimard, 1997
- (de) Alexander Demandt, Über die Deutschen. Eine kleine Kulturgeschichte, Propyläen Verlag, Berlin 2007,  (ISBN 9783549072943)
- (fr) Alfred Grosser, L'Allemagne en Occident, Hachette, Pluriel, 1987
- (fr) Alfred Grosser, L'Allemagne de notre temps, Livre de Poche, 1978
- (fr) Anne-Marie Le Gloannec, Allemagne, peuple et culture, La Découverte Poche, 2005  (ISBN 9782707145482)
- (fr) Jacques Le Rider, L'Allemagne au temps du réalisme, de l'espoir et du désenchantement, Albin Michel
- (fr) Michel Trebitsch, Histoire culturelle de l'Allemagne 1919-1960, Vingtième Siècle. Revue d'histoire, No. 29 (Janvier-Mars 1991), p. 116-117
- (fr) R. Haurez, M. Vincent, L'Allemagne, Bordas
- (fr) Alfred Wahl, Cultures et mentalités en Allemagne (1918-1960), SEDES

### L'identité nationale
- (fr) Philippe Bénéton, Histoire de mots - culture et civilisation, Presses de Sciences Po, 1975
- (fr) Norbert Elias, La Civilisation des mœurs, Über den Prozess der Zivilisation, 1974, en poche Pocket
- (fr) Michaël Jeismann, La patrie de l’ennemi, CNRS éditions, 1997.

### La langue
- (fr) Francesca Raynaud, Histoire de la langue allemande, Coll. Que sais-je ?, PUF, 1982
- (de) Harald Wiese, Eine Zeitreise zu den Ursprüngen unserer Sprache. Wie die Indogermanistik unsere Wörter erklärt. Logos Verlag Berlin, 2007

### Les Arts
- (fr) Markéta Theinhardt, Pierre Brullé, Sergiusz Michalski, L'art de l'Europe centrale, Citadelle & Mazenod, 2008

#### Par période

##### Carolingiens et Ottoniens
- (fr) Marcel Durliat, Des Barbares à l'an Mil, Citadelle & Mazenod, 1985

##### Art roman
- (fr) Marcel Durliat, L'art roman, Citadelle & Mazenod, 1982

##### Art gothique
- (fr) Alain Erlande-Brandenburg, L'art gothique, Citadelle & Mazenod, 1983 et 2004

##### Art baroque
- (fr) Yves Bottineau, L’Art baroque, Citadelle & Mazenod, Paris, rééd. 2006
- (fr) Gilles Deleuze, Le Pli - Leibniz et le baroque, Les éditions de Minuit (coll. « Critique »), Paris, 1988
- (fr) L Hautecoeur, L'Art baroque, Paris, 1955
- (de) N Lieb et F Dielh, Die Vorarlberger Barockbaumeister, Munich, 1960

##### Romantisme
- (fr) Marcel Brion, L'Allemagne romantique, 4 vol., Albin Michel, 1962, 1963, 1977, 1978
- (fr) Collectif, Les romantiques allemands, Gallimard, 1973

#### Par discipline

##### Architecture
- (fr) G. C. Argan, Walter Gropius et le Bauhaus, Denoël-Gonthier, Paris, 1979
- (de) M. Broste, Bauhaus 1919-1933, Bauhaus Archiv-Benedikt Taschen, 1990
- (de) N Pevsner, Europäische Architektur, Munich, 1966
- (fr) Anne Prache, Cathédrales d'Europe, Citadelle & Mazenod, 1999
- (fr) Bernhard Schütz, Abbayes et Monastères d'Europe, Citadelle & Mazenod, 2005

##### Cinéma
- (fr) Monika Bellan, 100 ans de cinéma allemand, Ellipses, 2001, 160 p.  (ISBN 2729803343)
- (fr) F Buache, Le cinéma allemand 1918-2933, Hatier, 1984
- (de) Jacobsen, Wolfgang (Hrsg.), Geschichte des deutschen Films. Metzler, Stuttgart 2004
- (fr) R Schneider, Le cinéma allemand, Cerf, 1990

##### Littérature
- (fr) Jean-Louis Bandet, la littérature allemande, Puf, Que sais-je?, 1996
- (de) Beutin, Wolfgang u. a., Deutsche Literaturgeschichte: von den Anfängen bis zur Gegenwart. Metzler, Stuttgart 1979
- (de) Peter J. Brenner, Neue deutsche Literaturgeschichte: vom „Ackermann“ zu Günter Grass. Niemeyer, Tübingen 1996  (ISBN 3-484-10736-7)
- (fr) Claude Longre, huit notions clefs de la littérature et de la civilisation allemande, Masson, 1997
- (de) Gerhard Fricke u. a., Geschichte der deutschen Literatur. 20. Auflage. Schöningh, Paderborn 1988

##### Musique
- (fr) Jean-Yves Bras - E. Papillon, Les Courants Musicaux du XXe siècle, Genêve, 2006
- (fr) Julian Cope, Krautrocksampler, petit guide d'introduction à la grande Kosmische Musik, éditions Kargo & l'Éclat, 1996, 2005
- (fr) Claude V. Palisca, La Musique Baroque, Actes Sud, 1994
- (fr) Charles Rosen, Le Style classique: Haydn, Mozart, Beethoven, Paris, Gallimard, 1971
- (fr) Anne-Marie Corbin, Petite histoire de la musique allemande et autrichienne, Ellipses, 2005

##### La peinture
- (fr) Victoria Salley, Dürer : Aquarelliste et dessinateur de la nature, Citadelle & Mazenod, 2004
- (de) A. Valstar, die abstrakten hannover, Rheinisch Friedrich-Wilhelms-Universität, Bonn, 1987
- (fr) Caterina Virdis-Limentani, Mari Pietrogiovanna, Retables : L'âge gothique et la Renaissance, Citadelle & Mazenod, 2001
- (fr) Roger Baschet, Sur l'évolution de la grande peinture étrangère, Éditions SNEP - Illustrations, 1953

##### Théâtre
- (fr) Aline Le Berre, Prémices et avènement du théâtre classique en Allemagne 1750-1805. Influence et évolution de Lessing, Goethe, Schiller, Avignon, Arias, 1996
- (fr) R Saurel, Le théâtre allemand contemporain, La renaissance du livre, 1975

### La Philosophie
- (fr) Bernard Bourgeois, La philosophie allemande classique. Paris, P.U.F., 1995

### La cuisine
- (de) Peter Peter, Kulturgeschichte der deutschen Küche. C. H. Beck-Verlag, München, 2008 sandwiche[126]

### Le vin
- (de) Eichelmann 2009: Deutschlands Weine 17.000 vins allemands recommandés[127]
- (de) Guide Gault Millau: WeinGuide Deutschland 2009.